# 서브스턴스 (영화)
《서브스턴스》(영어: The Substance)는 2024년 코랄리 파르자가 각본, 연출, 공동 편집 및 공동 제작한 바디 호러 영화이다. 나이가 들어 제작자(데니스 퀘이드)에게 해고된 후, 부작용이 있는 암시장 약물을 사용해 젊은 버전의 자신(마거릿 퀄리)을 만들어내는 쇠락한 셀러브리티 엘리자베스 스파클(데미 무어)의 이야기를 다룬다.
프랑스, 영국, 미국의 국제 공동 제작으로, 파르자의 첫 장편 영화 《리벤지》의 비평적 성공에 이어 제작되었다. 여성의 신체와 노화에 대한 사회적 압박에서 영감을 받아, 파르자는 상세한 묘사와 최소한의 대사로 2년에 걸쳐 각본을 완성했다. 일련의 인터뷰를 거쳐 데미 무어가 주연으로 캐스팅되었고, 마거릿 퀄리가 두 번째로 캐스팅되었으며, 퀘이드의 역할은 원래 레이 리오타가 맡을 예정이었으나 그의 사망으로 인해 변경되었다. 프랑스에서 108일 동안 촬영된 이 영화는 피에르올리비에 페르샹이 디자인한 특수 분장, 인서트 장면, 다양한 세트, 약 2만 1천 리터의 가짜 피를 광범위하게 활용했다. 영화 음악은 래퍼티가 작곡했으며, DJ 엔도르가 커버한 "펌프 잇 업!"도 수록되어 있다. 특수 분장 디자인에는 엘리자베스가 약물로 인해 변형되는 과정을 표현하기 위한 일련의 기괴하고 초현실적인 슈트, 인형, 더미 등이 있다.
《서브스턴스》는 2024년 5월 19일 제77회 칸 영화제 경쟁 부문에서 세계 최초로 공개되었으며, 파르자는 각본상을 수상했다. 무비가 영국과 미국에서 2024년 9월 20일에, 메트로폴리탄 필름엑스포트가 프랑스에서 2024년 11월 6일에 극장 개봉했다. 제작비 1,750만 달러로 제작된 이 영화는 박스오피스에서 7,690만 달러의 수익을 올리며 무비 배급작 중 최고 흥행작이 되었다. 평단의 호평을 받은 이 영화는 제97회 아카데미상에서 작품상을 포함해 5개 부문 후보에 올랐고, 제82회 골든글로브상에서도 뮤지컬/코미디 작품상을 포함해 5개 부문 후보에 지명되는 등 수많은 상을 받았다. 무어는 뛰어난 연기로 골든글로브 뮤지컬/코미디 부문 여우주연상을 수상했으며, 아카데미상과 영국 아카데미상, 미국 배우 조합상 여우주연상 후보에도 올랐다.

## 줄거리
한때 유명했으나 지금은 쇠락한 할리우드 스타 엘리자베스 스파클은 50번째 생일에 오랫동안 진행해온 에어로빅 TV 쇼에서 제작자 하비에 의해 나이를 이유로 갑작스럽게 해고된다. 절망에 빠진 엘리자베스는 자신의 광고판이 철거되는 모습에 정신이 팔려 차량 사고를 당한다. 병원에서 한 젊은 간호사가 몰래 "서브스턴스"를 광고하는 USB를 건네주는데, 이는 "더 젊고, 더 아름답고, 더 완벽한" 자신을 만들어준다는 암시장 혈청이다.
호기심과 절박함에 사로잡힌 엘리자베스는 서브스턴스를 주문하고 1회용 활성화 혈청을 주입한다. 그의 몸이 경련을 일으키며 등의 틈새로 젊은 버전의 자신인 수가 나온다. 두 개의 몸은 예외 없이 7일마다 의식을 교체해야 하며, 비활성 상태의 몸은 의식을 잃은 채 주간 식사 공급을 통해 정맥 주사로 영양을 공급받아야 한다. 수가 퇴화하는 것을 막기 위해서는 원래 몸에서 추출한 안정화 용액을 매일 주입해야 한다.
수는 엘리자베스의 TV 쇼 대체자 오디션에 참가한 후 하루아침에 스타가 되고, 결국 하비로부터 방송국의 권위 있는 새해맞이 쇼의 진행자가 될 기회를 제안받는다. 수가 자신감 넘치고 쾌락적인 삶을 사는 동안, 엘리자베스는 자기혐오에 빠진 은둔자가 된다. 한 주간의 할당된 주기가 끝나갈 무렵, 수는 파티를 즐기다가 한 남자를 집으로 데려와 가벼운 관계를 맺고, 추가 안정화 용액을 추출하여 교체를 지연시키는데, 이로 인해 엘리자베스의 오른쪽 검지가 갑자기 노화된다. 엘리자베스가 공급자에게 연락하자, 교체 프로그램을 위반하면 원래 몸이 돌이킬 수 없이 빠르게 노화된다는 경고를 받는다. 의식을 공유함에도 불구하고 엘리자베스와 수는 서로를 별개의 개체로 보기 시작하며 서로를 증오하게 된다. 엘리자베스는 수가 교체 일정을 자주 무시하여 노화를 더욱 악화시키는 것에 분노하고, 수는 엘리자베스의 끊임없는 자기혐오와 폭식에 혐오감을 느낀다. 엘리자베스로서 특히 파괴적인 에피소드를 겪은 후, 수는 엘리자베스에게서 안정화 용액을 무분별하게 추출하여 비축하고 교체를 거부한다.
3개월 후, 새해맞이 방송 하루 전, 수는 안정화 용액이 떨어져 공급자에게 연락하고, 용액을 보충하려면 반드시 교체해야 한다는 말을 듣는다. 교체가 이루어졌을 때, 엘리자베스는 자신이 끔찍하게 변형되어 늙은 곱사등이가 된 것을 발견한다. 수가 더 이상 자신을 노화시키지 못하도록 막고자 하는 절박함에, 엘리자베스는 그를 제거하기 위한 혈청을 주문한다. 하지만 여전히 수의 유명세가 주는 찬사를 갈망하여, 혈청을 완전히 주입하기 전에 멈추고 수를 소생시켜 두 사람 모두 의식이 있는 상태가 된다. 엘리자베스의 의도를 깨달은 수는 그를 공격해 죽인 뒤 새해맞이 특별 방송을 진행하러 떠난다.
엘리자베스 없이 수의 몸은 급격히 퇴화되기 시작한다. 공황 상태에 빠진 그는 1회용 경고를 무시하고 남은 활성화 혈청을 사용하여 새로운 버전의 자신을 만들려고 시도한다. 이로 인해 엘리자베스와 수의 얼굴을 모두 가진 기괴하게 변형된 몸체인 "몬스트로 엘리자수"가 탄생한다. 엘리자베스 포스터에서 잘라낸 가면을 쓴 엘리자수는 스튜디오로 돌아와 쇼를 진행하려 하지만 관객들이 혼돈에 빠진다. 한 관객이 그의 머리를 잘라내지만 더욱 변형된 머리가 다시 자라나고, 팔 하나가 부러지면서 관객과 스튜디오를 피로 뒤덮는다. 엘리자수는 스튜디오에서 도망치지만 쓰러져서 내장이 터져 나온다. 엘리자베스의 원래 얼굴이 살점에서 분리되어 방치된 할리우드 명예의 거리의 자신의 별로 기어간다. 그는 찬사받는 환상을 보며 미소 짓다가 피웅덩이로 녹아내리고, 다음 날 바닥 청소기로 치워진다.

## 출연

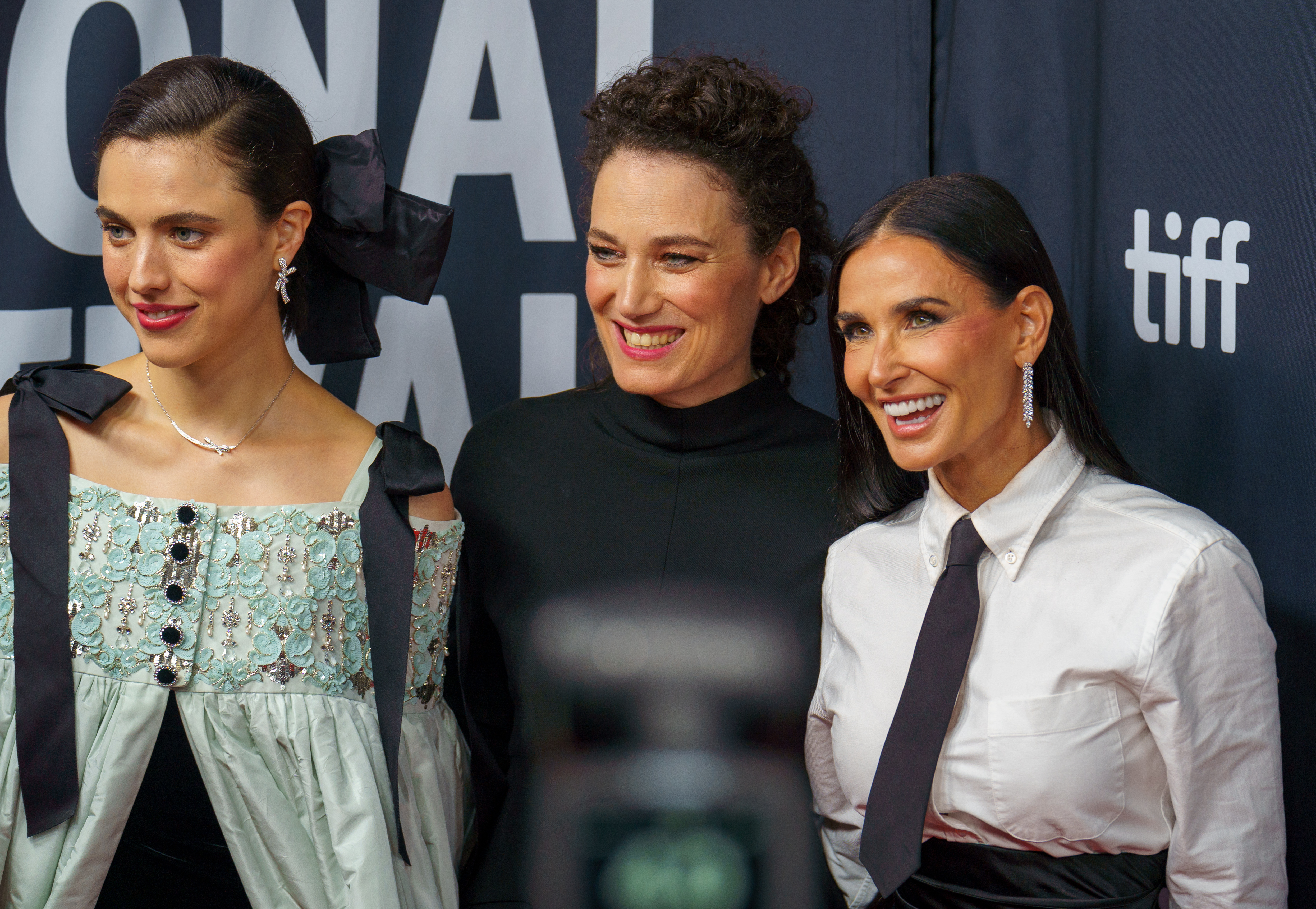
2024년 토론토 국제 영화제에서 왼쪽부터 마거릿 퀄리, 코랄리 파르자, 데미 무어

- 데미 무어 - 엘리자베스 "리지" 스파클 역
- 마거릿 퀄리 - 수 역
- 데니스 퀘이드 - 하비 역
- 에드워드 해밀턴 클라크 - 프레드 역
- 고어 에이브럼스 - 올리버 역
- 오스카르 르사주 - 트로이 역
- 로빈 그리어 - 간호사 역
- 톰 모턴 - 의사 역
- 크리스천 에릭슨 - 노인 역
- 우고 디에고 가르시아 - 남자친구 디에고 역
- 로라 퓌에슈 - 이저벨라 역
- 아킬 윈가테 - 방송 진행자 역
- 샬럿 머리 - 종업원 앨리슨 역
- 얀 빈 - 서브스턴스 목소리 역

## 제작
코랄리 파르자는 워킹 타이틀 필름스의 공동 제작자 에릭 펠너, 팀 베번과 함께 감독 겸 제작자를 맡았으며, 같은 해 파르자가 설립한 파리 소재 제작사 블랙스미스도 참여했다. 《서브스턴스》는 2022년 5월 9일 촬영을 시작하여 2022년 10월까지 총 108일간의 촬영 일정을 마쳤다.

### 구상과 각본

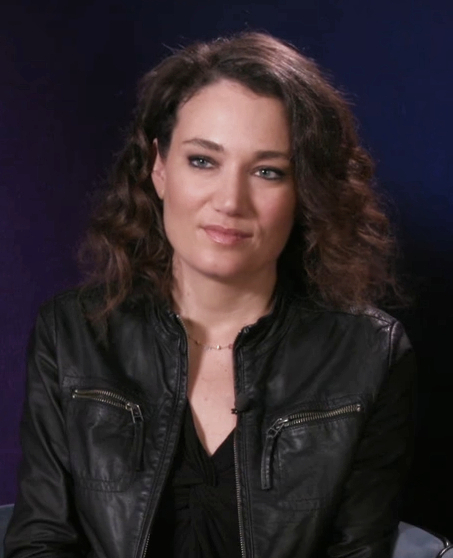
코랄리 파르자는 페미니스트적 주제를 바탕으로 각본을 썼다.

《리벤지》가 미국에서 비평적 성공을 거둔 후, 파르자는 《블랙 위도우》를 비롯한 스튜디오 영화 연출 제안을 받았다. 하지만 최종 편집권을 받을 수 없다는 점에서 스튜디오 영화는 그의 관심을 끌지 못했다. 파르자는 《리벤지》 개봉 후 몇 달간 로스앤젤레스에 머물면서 실버레이크의 한 커피숍에서 《서브스턴스》의 첫 장면을 스펙 각본으로 쓰기 시작했고, 창작의 자유를 유지하기 위해 제작자가 되기로 했다. 또한 영화의 공동 제작자인 에릭 펠너는 2017년 《리벤지》를 본 후 파르자의 다음 프로젝트를 워킹 타이틀과 함께하도록 설득하기 위해 여러 차례 파리를 방문해 그와 점심을 함께했다. 각본은 2014년 단편 《리얼리티+》에서 느슨하게 영감을 받아 2년에 걸쳐 발전되었으며, 기획에서 개봉까지 전체 제작 기간은 5년이 걸렸다. 영어와 프랑스어로 쓰인 대본은 프랑스어로 된 설명을 포함했지만, 더 넓은 관객층을 확보하기 위해 영어권 관객을 염두에 두고 작성되었다.
파르자는 여성이 된다는 것의 의미를 포함해 《리벤지》에서 발전시킨 페미니스트 주제를 이어가고자 했다. 그는 40대에 접어들면서 자신의 존재감과 외모에 대한 부정적인 생각에 직면하던 시기에 이 영화를 쓰기 시작했다. "정말 생각하기 시작했고 '이제 네 인생은 끝났어. 아무도 너에게 신경 쓰지 않을 거야'라는 목소리가 머릿속에서 들리기 시작했죠." 그는 바디 호러 장르를 "표현의 무기"로 활용하여 여성의 신체와 노화에 대한 사회적 기대와 연관된 내면화된 폭력을 직면하고 해소하는 방법으로 이 영화를 만드는 과정을 설명했다.

파르자는 146페이지의 각본 중 대사는 단 29페이지만을 할애했다. 그는 자신의 글쓰기 스타일이 소설을 쓰는 것과 같다고 설명했다. 각본은 매우 상세하게 작성되었다. "첨벙"(SPLOSH)이나 "아악"(AAAGH)과 같은 의성어를 포함한 소리와 때로는 클로즈업 장면까지도 관객이 최종 영화에서 느낄 모든 감각적 경험이 각본에 쓰여 있었다.
사람들은 종종 내 캐릭터들이 풍자적 캐릭터인지 묻는다. 내 첫 직감은 '그렇다'고 말하는 것이다. 하지만 곧 '아니, 아니, 이들은 풍자적 캐릭터가 아니다'라고 생각한다. 불행히도 이는 존재했고 계속해서 존재하는 행동들이다. 여기서는 단지 전면에 내세워져 공개적으로 제시될 뿐이다. 실제 삶에서는 항상 그렇게 명백하지는 않다 - 때로는 그렇지만.
마찬가지로 그는 캐릭터의 과거사를 생략하는 대신 행동, 장소, 의상을 통해 정보를 드러내기로 했다. 예를 들어, 변형 전 엘리자베스 스파클의 노란 재킷이 "슈퍼히어로 같은" 특성을 상징하고, 수의 분홍색 레오타드가 여성성을 상징하는 등 색상이 캐릭터의 특성을 상징하도록 각본에 쓰였다. 2020년 각본 초안에서 금발로 묘사된 수라는 캐릭터는 롤리타와 마릴린 먼로, "베이비돌" 같은 도상, 그리고 여전히 지속되는 고전적인 미의 기준을 무의식적으로 떠올리게 하기 위해 이름이 지어졌다. 파르자는 과거의 대스타들과의 "상징적 울림" 때문에 엘리자베스라는 이름을, 그리고 행복과 "빛나고 조명 아래 있는 것"과 연관되어 있기 때문에 스파클이라는 이름을 선택했다.
샤워를 하던 중 파르자가 구상한 영화의 중요한 탄생 장면은 그가 가장 먼저 쓴 장면이었고, 그의 관점에서는 "영화에서 가장 중요한 장면"이었다. 그는 "나는 내 캐릭터가 누가 될지조차 몰랐다. 이것이 정말 내 머릿속에 처음 떠오른 것이었고, 말이 없이 진정한 본능적 경험으로서 관객이 캐릭터들이 느낄 것을 느끼게 만드는 영화의 핵심 DNA를 담고 있다"고 회상한다. 파르자는 나중에 신체에 대한 사회적 인식을 탐구하기 위해 주인공이 배우여야 한다고 결정했다. 그는 성공한 배우에서 운동 비디오의 주인공이 된 제인 폰다의 변신에서 영감을 받아 엘리자베스 스파클이 에어로빅 수업을 진행하도록 했다.
파르자는 각본에 영향을 주기 위해 다양한 음악을 들었다. 그는 《언더 더 스킨》(2013년)의 미카 레비의 음악과 "새로운 인간의 심장 박동이나 신체로 느낄 수 있는 방식과 관련된 이런 종류의 심장 박동이나 맥동"을 가진 다른 실험적인 음악과 작곡가들을 인용했다. 파르자는 또한 극중 "펌프 잇 업" 쇼에 영감을 준 과도하게 성적인 음악도 들었다.

### 캐스팅
파르자는 이 영화가 대사가 적고 캐릭터에 크게 의존하기 때문에 캐스팅이 어려울 것임을 알고 있었다. 엘리자베스 스파클은 다른 자아를 만들어내는 인물이기 때문에 가장 먼저 캐스팅되어야 했다. 파르자는 스타 시스템의 중심에 있었던, 실제 아이콘과 같은 배우를 캐스팅하고 싶어 했다. 데미 무어는 파르자의 첫 번째 선택이 아니었다. 여러 배우가 고려되었지만 무어 전에 모두 역할을 거절했다. 무어의 이름이 거론되었을 때, 파르자는 그가 적임자라고 생각했지만 "절대 이 영화를 하지 않을 것"이며 "자신의 이미지를 망가뜨리려 하지 않을 것"이라고 믿었다. 잃을 것이 없다는 생각에 무어에게 대본이 전달되었다.
에이전트의 고집에 따라, 무어는 구체적인 내용을 알기 전에 대본을 읽었는데, 나중에 그는 이것이 영화가 다루는 노화라는 민감한 주제 때문이었을 것이라고 추측했다. 바디 호러 장르에 익숙하지 않았음에도 불구하고, 그는 대본과 그 주제에 감명을 받았다. 무어는 이 영화가 "정말 잘 되어서 문화적 변화의 일부가 될 수도 있고" 아니면 "완전한 재앙이 될 수도 있다"고 느꼈다. 그는 시사회 때까지 관객의 반응을 확신하지 못했지만, 시사회에서 영화가 성공했음을 알게 되었다.
무어의 긍정적인 반응에 놀란 파르자는 그의 자서전을 읽고 그의 회복력에 감동을 받았다. "그의 자서전을 읽었는데, 개인적인 삶에서 힘든 시기를 겪었더군요. [...] 그는 완전히 남성 중심적인 업계에서 스스로를 만들어냈고 [...] 임신한 모습의 누드 사진을 찍고, 많은 위험을 감수하고 많은 페미니스트적 발언을 하고, 함께 출연한 배우들만큼 높은 출연료를 요구하는 등 여러 면에서 시대를 앞서갔죠." 파르자는 이전에 2000년 무어가 주연한 영화 《패션 오브 마인드》에서 수습 조감독으로 일하면서 복사를 하거나 아침에 커피를 가져다주는 등의 일을 맡았었다.
역할이 제안되기 전, 무어는 파르자와 여섯 번의 만남을 통해 영화에 대해 논의했다. 파르자는 영화의 광범위한 사전 작업, 보형물, 제한된 자원, 촬영 장소, 그리고 이야기의 근간이 된다고 생각한 누드 수위 등을 상세히 설명했다.
무어는 이 역할의 메타적 성격을 이해했지만, 엘리자베스에게는 가족이 없었기 때문에 자신이 그 캐릭터라고는 느끼지 않았다. 그는 "그는 전 생애를 경력에 바쳤고, 그것을 빼앗기면 뭐가 남죠?"라고 더 자세히 설명했다. 하지만 무어는 캐릭터의 고통에 공감했다. 그는 이 캐릭터들이 파르자에게 매우 중요하다는 것을 알았고, 이들을 감독 자신의 대리인으로 보았다. 엘리자베스는 코랄리를 대변하고, 마거릿이 연기하는 수는 코랄리가 항상 대적해야 한다고 느꼈던 90년대의 소녀를 상징한다. 무어는 나중에 자신의 역할에 대해 긍정적으로 회상하며 "이 역할이 좋았던 점은 풍성하고, 복잡하며, 도전적인 역할이어서 내 편안한 영역을 벗어나 정말 자신을 밀어붙일 수 있는 기회를 주었고, 결국에는 배우로서뿐만 아니라 한 인간으로서도 탐구하고 성장했다고 느낄 수 있었다는 것입니다."라고 말했다.
무어와 이야기하는 동안 파르자는 잠재적인 페어링에 대해 생각했고, 나중에 마거릿 퀄리를 만났을 때 그들이 공통된 에너지를 가지고 있다고 느꼈다. 파르자는 또한 퀄리가 무용수로서의 배경을 가지고 있다는 점도 마음에 들어 했다. 무어는 이전에 퀄리와 간접적인 인연이 있었는데, 퀄리의 어머니인 앤디 맥다월과 《세인트 엘모의 열정》에서 함께 작업했고, 퀄리는 무어의 딸들을 알고 있었다.
퀄리는 클레르 드니의 《정오의 별》을 촬영하던 파나마에서 대본을 읽었고, "자신과는 정말 거리가 먼" 캐릭터를 연기할 기회에 끌렸으며 이것이 "특별한" 작품이 될 것이라는 느낌을 받았다. 준비 기간 동안, 파르자는 역할의 신체성을 강조했다(두 배우의 신체가 연기의 중심이 될 것이었다). 퀄리에게 이는 수의 섹스 심벌 몸매를 만들기 위해 몇 달 동안 웨이트 트레이닝을 한다는 것을 의미했다. 퀄리는 아파트에서 캐릭터를 연습하며 많은 시간을 보냈고, "남편을 놀라게 했다"(남편 잭 안토노프를 언급하며).
촬영장에서 파르자는 임시 트랙을 제공하기 위해 서브스턴스의 목소리 대사를 직접 읽었다. 긴 캐스팅 과정을 거쳐, 그는 파리에 살고 있던 미국 배우 얀 빈을 그 목소리로 선택했다. 파르자는 악마 같으면서도 유혹적이고 강력한 특성을 가진 목소리를 원했다.

### 촬영
본 촬영은 전부 프랑스에서 진행되었으며, 영국 출신의 촬영감독 벤저민 크라춘과 작곡가 래퍼티를 제외하고는 전원 프랑스 촬영 스태프로 구성되었다. 스튜디오 장면은 파리 근교 일드프랑스의 센생드니에 있는 에피네 스튜디오에서 촬영되었는데, 이곳은 장 콕토가 《미녀와 야수》(1946년)를 촬영했던 역사적인 스튜디오다. 로스앤젤레스를 대체한 야외 장면은 코트다쥐르에서 촬영되었으며, 병원으로 대체된 앙테아 극장과 머린랜드 주차장을 포함한 앙티브의 여러 장소에서 촬영되었다. 야자수는 칸에서 촬영되었고 추가 장면은 니스, 카로스, 생로랑뒤바르에서 촬영되었다. 실제 특수 효과 작업으로 인한 광범위한 촬영 일정을 수용하기 위해 프랑스가 선택되었으며, 국제 제작에 대한 40%의 세금 환급(TRIP) 또한 인센티브로 작용했다.
파르자는 《프라미싱 영 우먼》에서의 작업에 감명을 받아 크라쿤을 촬영감독으로 선택했다. 그는 피부톤을 정확하게 포착할 수 있다는 이유로 주로 알렉사 LF로 촬영했으며, 영화의 많은 클로즈업을 수용하기 위해 빈티지 구면 캐논 K35 렌즈를 사용했다. 다른 렌즈로는 앙제니유 옵티모 줌, 라이츠 탈리아, 쿡 옵틱스와 아리의 매크로 렌즈, 그리고 바디 카메라 작업을 위한 라이츠 M 0.8 등이 있다. 레드 V-랩터와 코모도도 사용되었다. 랩터는 고해상도 8K 센서로 시각 효과를 위해, 코모도는 바디와 헬멧 리그를 위해 사용되었다.
영화는 가능한 한 연속성 있게 촬영되었으며, 마지막 달에는 스태프들이 "랩 촬영"이라고 부르는 방식을 채택했다. "랩 촬영"은 보통 제2 유닛에 할당되는 인서트 장면을 촬영하는 데 사용되었으며 축소된 스태프로 진행되었다. 가장 시간이 많이 소요되는 보형물 장면들도 이 시기에 촬영되었는데, 주사 장면과 등이 갈라지는 클로즈업이 포함되었다. 파르자는 제작이 시작되기 전에 모든 보형물과 탄생 장면을 스토리보드로 그렸으며, 제작 준비 단계에서 탄생 장면에 먼저 집중했다. 이는 보형물 더미의 재정적 비용, 제작할 수량, 신체 디테일의 정도를 추정하는 데 도움이 되었다. 탄생 시퀀스는 촬영하는 데 15일이 걸렸다. 파르자는 심지어 데미 무어의 더블로서 직접 자신의 팔에 활성제를 실제로 주사하는 장면까지 찍었다. 제작 과정 내내 스태프 규모는 크게 변동되었는데, 랩 촬영에는 단 6명, 외부 장면에는 8명, 스튜디오의 복잡한 실제 특수 효과 시퀀스에는 200명 이상이 참여했다.
크라쿤은 처음에 무한 터널 시퀀스를 위해 안전 와이어를 사용해 일련의 조명을 지나 카메라를 떨어뜨리는 것을 고려했다. 결국, 그는 더 간단한 해결책을 고안했는데, LED 튜브 조명으로 둘러싸인 두 개의 수평 자전거 타이어를 같은 속도로 회전시켜 고정된 카메라 주위를 돌게 함으로써 무한 터널 효과를 만들었다. 그는 창가에서 수가 보이는 장면에 합성될 용도로, 용 모양의 불을 스튜디오 바닥에 실제로 만들어 위에서 촬영하기로 했다.
원래 하비 역에는 레이 리오타가 캐스팅되었으나, 2022년 5월 사망했다. 촬영 3개월 차에 리오타는 데니스 퀘이드로 대체되었다. 퀘이드의 합류는 촬영장에 "에너지 주입"을 가져왔다. 데미 무어와의 점심 장면에서 퀘이드는 약 2 킬로그램의 새우를 먹었다.
마거릿 퀄리는 《서브스턴스》의 안무를 배우는 것을 가볍게 "악몽"이라고 표현했으며, 이미 동작을 외운 전문 무용수들과 함께 연기하는 것에 압도되었다. 발레 무용수로 훈련받았음에도 불구하고, 그는 "그런 특정한 종류의 섹슈얼리티는 [나에게] 어울리지 않는다"고 설명했으며 "다시는 [하지 않을 것]"이라고 말했다. 퀄리는 파르자가 참석한 상태에서 리허설을 시작했지만, 화장실에 가서 울기 위해 촬영장을 떠났다. 파르자도 리허설을 떠나기로 결정했고, 퀄리는 대신 개인 레슨으로 동작을 배우기로 했다. 이를 통해 호텔 방에서 연습하고 자신감을 쌓을 수 있었는데, 모든 일련의 사건들로 인해 깊은 수치심을 느꼈기 때문이었다. 그럼에도 불구하고 촬영 당일, 불안감으로 인해 그는 "아침부터 취하기 위해" 대마초를 피우고 테킬라를 마셨다. 영화 개봉 후 실시간 Q&A에서 퀄리는 이전 장면들이 대부분 느린 속도로 진행되고 최소한의 움직임이나 표현만 필요했기 때문에, 춤 시퀀스가 반가운 변화였다며 춤을 출 수 있어서 행복했다고 말했다.
데미 무어는 코랄리 파르자가 상징성에 초점을 맞춘 "매우 시각적인 감독"이라고 생각했다. 무어는 장면의 공간을 설정하기 위해 와이드 숏으로 시작하는 것에 익숙했지만, 파르자는 대신 클로즈업으로 시작했다. 무어는 "배우의 파트가 그렇게... 중요하지 않다"고 느꼈다. "그것은 반드시 그가 집중하는 부분이 아니다." 무어는 이것을 "좋거나 나쁘다기보다는 그저 다르다"고 표현했다. 파르자는 영화에서 무어의 바디 랭귀지를 칭찬했다. 무어는 눈과 다른 간단한 표정과 같은 섬세함을 통해 엘리자베스를 표현하기로 했다. 그는 또한 신체적 기형으로 인해 구부정한 자세로 빠르게 움직여야 하는 후반부 장면들을 위해 줌을 통해 동작 코치와 함께 작업했다.
퀄리만 작업하던 1주일의 휴식 기간 동안, 무어는 대상포진에 걸렸고 제작 기간 동안 9 킬로그램의 체중이 감소했다.
처음에는 로스앤젤레스에서 이틀 간의 외부 촬영이 계획되어 있었다. 하지만 크라쿤이 촬영 초기에 야자수 테스트 샷을 찍은 후, 파르자는 이 장면들을 타블로로 사용하고 광범위한 외부 촬영을 없앨 수 있다는 것을 깨달았다. 결국 실제로 로스앤젤레스에서 촬영된 부분은 캐니언에서의 정적인 배경(로스코 디지털이 촬영)뿐이었다.
특수 효과팀은 약 21,000 리터의 가짜 피와 소방 호스를 사용했다. 클라이맥스에서 관객들이 피를 뒤집어쓰는 장면은 단 한 번의 테이크로 완성되었다. 크라쿤은 피의 양에 놀라며 이렇게 말했다. "코랄리가 한 번은 '소방차 가득한 피로 관객들을 뿌리고 싶다'고 했는데, 나는 '아, 아마도 피가 많이 필요하다는 것을 프랑스식으로 표현한 거겠지'라고 생각했어요. 하지만 아니었죠. 그는 정말로 관객석과 극장에 피가 가득 찬 호스를 원했고, 정말 많은 피가 필요했어요!"
극장 장면 촬영은 거의 3주가 걸렸다. 피의 확산, 압력, 양을 어떻게 제어할 것인지, 촬영 장비를 어떻게 방수할 것인지, 그리고 모든 사람의 안전을 어떻게 지킬 것인지가 중요한 기술적 과제가 되었다. 엑스트라들을 위해 극장 세트 밖에 샤워 시설이 설치되었다. 촬영 중에 크라쿤은 관객석에 숨어서 촬영했고 파르자는 다른 카메라를 조작하며 호스를 제어했다. 파르자와 크라쿤이 피 범벅이 된 채 촬영장에 있을 때, 그들은 서로를 껴안고 "해냈다"고 말했다.

### 세트
내게 가장 중요한 것은 [...] 현실적인 관점에서 말이 안 되더라도 이미지가 왜 그렇게 나왔는지이다. [...] 이것이 현실이 아니기 때문에 가능하지 않다는 것은 중요하지 않다. 이것은 《서브스턴스》의 현실이다.
《서브스턴스》는 욕실과 비밀 방과 같은 특별한 공간이 있는 엘리자베스의 아파트, 새해맞이 극장, TV 스튜디오 복도를 포함한 세트를 짓는 데 3개월의 공사 기간이 필요했다. 아파트 세트의 중심 특징은 큰 파노라마 창문으로, 이는 엘리자베스의 과거와, 나중에는 수의 재탄생과 미래를 상징했다. 파르자는 아파트를 "시대를 초월하는, 구식이면서도 미래적인 특성"을 가진 공간으로 구상했으며, 이를 통해 특정 시대를 초월하고 상징성으로 이야기를 풍부하게 만들고자 했다. 처음에 파르자와 크라쿤은 창문의 로스앤젤레스 도시 경관을 위해 다크매터스의 LED 스크린 기술 사용을 고려했지만, 크라쿤은 이것이 비용이 많이 들고 9명의 기술자가 필요한 기술적으로 어려운 작업이라고 판단했다. 또한 그는 LED로는 파르자가 구상한 로스앤젤레스의 강렬한 햇빛을 표현할 수 없다고 느꼈다. 대신 그들은 로맨틱하고 히치콕적인 느낌을 주는 로스코 소프트드롭 배경을 선택했다. 크라쿤은 영화의 전체적인 룩을 "핑크 누아르"라고 표현했다. 파르자는 그린스크린으로 촬영할 것이라고 예상했던 실제 세트를 처음 보고 큰 만족감을 표현했다.
파르자는 욕실 세트가 은유적인 "고치" 역할을 하기를 원했고, 이 방을 추상적이고 양식화되었으며 비어 있는 정신적 공간으로 구상했다. 그는 더 현실적인 모습을 원하며 "욕실에 정말 가구가 하나도 필요 없나요?"라고 물었던 프로덕션 디자이너의 의견에 반대했다. 크라쿤은 조명을 조절하는 데 도움이 되는 벽등을 원했지만 파르자는 결국 이 아이디어를 거절했고, 조명은 강렬하게 유지되었다.
탄생 장면의 시점 샷을 위해 거울을 시뮬레이션하기 위한 두 개의 동일한 욕실 세트가 지어졌다. 퀄리가 한쪽에서 연기를 하는 동안, 크라쿤(머리에 장착된 카메라를 착용)과 대역이 다른 쪽에서 그의 움직임을 모방했다. 거울의 손동작은 움직임을 동기화하는 데 어려움이 있어 나중에 후반 작업에서 그린스크린 앞에서 다시 촬영되었다. 일부 장면에서는 퀄리의 반사를 포착하기 위해 두 욕실 사이에 실제 거울이 설치되었다. 무어가 바닥에 누워 머리를 치는 동안 카메라가 위로 붐업되는 장면은 전부 카메라로 촬영되었으며, 표준 높이의 3배 높이로 샤워실을 만들어 장면을 구현했다.
제작진이 아파트 세트에서의 촬영을 마친 후, 그곳은 파괴되어 같은 공간에 극장이 지어졌는데, 파르자에 따르면 "기본적으로 [...] 아파트의 잿더미 위에 지어졌다." 처음에는 완전히 리모델링될 예정이었던 실제 극장에서 촬영할 계획이 있었지만, 스태프들은 처음에는 약간의 피 튀김 촬영에 대해 환영하던 장소가 피 효과의 정도를 깨닫고 난 후 우려를 표명하게 된 것을 발견했다. 한 제작자는 "좋아요, 나는 감옥에 가고 싶지 않아요. 우리는 실제 극장에서 촬영할 수 없어요. 파괴되지 않도록 보호할 방법이 전혀 없기 때문이죠"라고 말했다.

### 후반 작업
파르자는 후반 작업이 영화의 가장 어려운 측면이었다고 설명했다. 편집은 1년 반이 걸렸다. 주요 과제 중 하나는 대사가 적어 장면의 적절한 속도를 찾는 것이었다. 장면들은 음악, 시각 효과, 사운드 디자인의 상호작용에 따라 자주 변경되었으며, 후반 작업은 시사회 사흘 전에 마무리되었다. NOID 스튜디오의 시각 효과 작업은 완성하는 데 1년이 걸렸다.
사운드 디자인을 위해 파르자는 사운드 디자이너이자 편집자인 발레리 들루프와 빅토르 플뢰랑을 위해 편집 소프트웨어 타임라인에 음향 효과와 노트를 배치했다. 팀은 각 장면에 맞는 질감, 효과, 톤을 찾아야 했으며, 더 깊은 의미를 탐구하기 위해 과장되거나 현실적인 소리를 사용했다. 예를 들어, 엘리자베스 스파클의 요리 장면에서는 전기 믹서기 소리로 전기톱 소리를 사용했고, 주사 장면에서는 캡슐을 작동시킬 때 권총을 다루는 소리를 사용했다.
탄생 시퀀스의 1인칭 시점 장면에서, 파르자는 수의 움직임이 마치 양수에 잠긴 것처럼 들리기를 원했다. 이 효과를 위해 사운드 팀은 두개골 공명을 통한 호흡을 포착하기 위해 배우들의 귀에 마이크 캡슐을 설치했다. 동시에 붐 마이크와 고주파 마이크로 오디오를 녹음하여 추가 편집이나 외부 시점으로의 전환이 가능하도록 했다.
하비가 등장하는 장면에서, 팀은 그의 과장된 캐릭터를 강조하고 싶어 했다. 욕실이나 레스토랑 같은 장면에 들어가기 전에는 소리가 현실적으로 믹싱되었다. 화면에 등장하면 소리가 고조되었다. 예를 들어, 레스토랑에서는 그의 식사 소리와 새우의 즙이 흐르는 소리가 강조되도록 여러 층의 소리가 쌓였다. 이때 레스토랑의 주변 소음과 음악도 줄어들었다. 하비가 사무실에 들어갈 때, 사운드 팀은 그의 부츠가 가진 "화려하고 무거운 느낌"을 강조했다.
팀은 영화의 시각적 요소와 주제를 강화하기 위해 사운드스케이프를 만들었다. 엘리자베스가 서브스턴스를 가지러 갈 때, 사운드 디자인은 시끄러운 거리에서 개, 경찰 사이렌, 까마귀 소리로 위험을 암시하는 황량한 교외로 바뀌었다. 보관 시설 내부에서는 불편한 느낌을 주기 위해 금속성 재료와 지속음으로 소리가 음악적으로 구성되었고, 그 다음에는 낮고 간소한 네온등 소리만 남았다.
"골룸"이 욕실 문을 두드리는 로우 앵글 장면에서는 무어의 보형물과 더 마른 대역의 보형물을 합성하기 위해 시각 효과가 사용되었다.
크라쿤에게는 상영했을 때 영화가 너무 선명하게 보여, 그가 촬영장에서 본 부드러움을 유지하기 위해 2K로 다운스케일한 후 다시 4K로 업스케일했다. 수가 TV 쇼에 출연하는 장면에서는 더 선명한 외양을 위해 원본 전처리된 4K를 유지했다.

### 음악
영화의 음악은 영국의 프로듀서이자 작곡가인 래퍼티가 작곡했다. 그는 2024년 2월, 후반 작업 후반에 프로젝트에 합류하여 5월 시사회에 맞춰 음악을 완성해야 하는 임무를 맡았다. 그는 5~6개의 트랙이 담긴 데모를 보낸 후 고용되었다. 전자 음악 스코어에 관심이 있던 파르자는 그의 음악에서 나타나는 "전자적인 종류의 폭력성과 거친 느낌"과 함께 섬세하고 감정적인 곡을 만드는 그의 능력을 언급했다. 래퍼티는 엘리자베스와 수 사이의 이중성에 초점을 맞춰, 엘리자베스의 음악에는 유기적이고 향수를 불러일으키는 느낌을, 수의 음악에는 합성적이고 현대적인 특성을 부여했다. 시간적 제약과 런던과 프랑스 사이의 거리 때문에, 래퍼티와 파르자는 줌을 통해 원격으로 작업했으며, 시사회에서 처음 직접 만났다.
몬스트로 엘리자수가 귀걸이를 하는 장면에서는 《현기증》 사운드트랙의 "더 나이트메어 앤 던"(The Nightmare And Dawn)이 사용되었다. 이는 원래 래퍼티가 참여하기 전에 임시 트랙으로 사용되었던 것이다. 파르자는 "공주와 관련된" 느낌과 "일종의 달콤함"이 있는 것을 원했다. 처음에는 다양한 클래식 곡과 《신데렐라》의 음악을 시도했지만 결과가 마음에 들지 않았다. 그는 "더 나이트메어 앤 던"이 스타 시스템과의 연관성을 참조하면서 메타적인 차원에서 잘 작동한다고 느꼈다. 래퍼티가 영화에 합류한 후 이 장면을 위한 오리지널 음악을 작곡하려 했지만, 결국 임시 트랙이 더 낫다는 데 동의했다.
영화에 추가로 수록된 곡들로는 DJ 엔도르의 "펌프 잇 업!"(Pump It Up!, 벨기에 뮤지션 단젤의 노래 리믹스), 에타 제임스가 부른 "앳 라스트"(At Last, 스위텐드 버전), 안나 폰 하우스울프의 "어글리 앤 벤저풀"(Ugly and Vengeful), 그리고 스탠리 큐브릭의 《2001: 스페이스 오디세이》(1968년)에서 주목할 만하게 사용된 리하르트 슈트라우스의 교향시 《차라투스트라는 이렇게 말했다》가 있다. 영화는 또한 피릿의 "페이드 어웨이"(Fade Away), 홀리 퍽과 루시아 타케티의 "로스트 소울"(Lost Soul), 로망제의 "에어로트로닉"(Aerotronic), 그리고 유세프 체비와 발렌틴 페롱의 "월 스트리트"(Wall Street), "더 퍼니시먼트 송"(The Punishment Song), "마누바"(Manouba), "엔딩 블라스트"(Ending Blast)를 크레딧에 포함했다.

## 디자인과 특수효과
파르자는 저렴한 디지털 효과를 사용하라는 압박에 저항하며, 최종 영화의 70~80%를 차지하는 광범위한 실제 특수 효과, 보형물, 분장을 사용했다. 그는 실제 효과의 사용이 폭력의 주제를 전달하는 데 매우 중요하다고 느꼈다.
효과는 센생드니의 몽트뢰유에 위치한 피에르올리비에 페르샹과 그의 회사 팝 FX가 제작했다. 15명의 팀을 이끈 페르샹은 팝 FX의 스튜디오와 두 번째로 임대한 작업장에서의 작업을 감독했다. 페르샹은 제작 준비와 촬영을 포함해 11개월을 이 프로젝트에 헌신했다. 그는 (영화에서 "엘리베이터 남자"로 출연하고 이전에 페르샹과 함께 일했던) 제작 총괄 니콜라 로이어의 추천으로 고용되었다. 처음에 파르자는 다른 회사를 선택해 디자인을 만들었지만 그들의 작업에 실망했다. 페르샹은 나중에 그들의 디자인이 예술적 관점에서는 좋았지만 너무 남성적이었다고 설명하며 - "남자들을 위한 고무 괴물" 같았다고 표현했다. 한편 파르자는 항상 "남성의 기대에 대한 피카소"라고 부르는 괴물로 영화가 끝나는 것을 구상했다.
페르샹은 대본을 읽고 입찰했으며, 다른 프로젝트를 진행하면서 며칠 밤에 걸쳐 클라이맥스의 생물체인 "몬스트로 엘리자수"의 디자인을 작은 플라스티신 모형으로 만들었다. 각본에서 몬스트로 엘리자수는 대략적으로만 묘사되어 있었고, 등에 엘리자베스의 얼굴이 있다고만 설명되어 있었다. 페르샹은 몬스트로에게 "겸손함"과 "우아함"을 주고 수를 닮게 하려 했다. 파르자는 기울어진 머리, 뒤로 향한 팔, 가슴의 포함과 같은 그의 선택에 감명을 받아 그에게 직책을 제안했다. 파르자와 페르샹은 이후 한 달을 들여 몬스트로의 디자인을 다듬었다. 페르샹은 나중에 인터뷰에서 이렇게 말했다: "코랄리는 마치 몸이 셰이커에 들어간 것처럼 표현하기를 원했습니다."
페르샹과 파르자는 며칠에 걸쳐 기술적인 리드스루를 진행하며 각 시퀀스의 요구사항을 정리했다. 페르샹은 포토샵, 디지털 조각, 일반 조각을 통해 각 변형에 대한 파르자의 아이디어를 시각화했다. 그는 배우들의 디지털 스캔을 바탕으로 디자인을 만들었고, 파르자가 이 디자인을 선택하거나 조합하거나 수정할 수 있었다. 이를 바탕으로 스크린 테스트를 위한 실제 보형물 장치를 제작했다.
엘리자베스의 변형 과정은 수의 탄생 이후 시든 손가락("핑거"), 《레퀴엠》에서 영감을 받은 더 늙은 모습인 "레퀴엠", "골룸"이라 불리는 곱사등이 디자인, "몬스트로 엘리자수", "블롭"의 다섯 단계로 구성되었다. 파르자는 의도적으로 효과가 현실적으로 보이는 것을 피하고, 대신 캐릭터들의 두려움과 분노에 의해 형성된 노화 과정의 기형적인 표현을 만들고자 했다.
엘리자베스의 변형이 얼마나 빨리 일어나야 하는지에 대한 파르자의 비전은 페르샹과 수석 분장사 스테파니 귀용과의 논쟁을 불러일으켰다. 서브스턴스 이전 장면들에 대해, 귀용은 "[무어의 엘리자베스가] 처음에는 아름다워야 했다... 모든 보형물을 하기 전에"라고 느꼈지만, 파르자는 처음부터 결함이 있게 보이기를 원했다. 마찬가지로 페르샹은 변화의 속도를 더 점진적으로 하면 그 충격이 더 강화될 것이라고 설명하며 "결국에는 광기 어린 것이 될 테니까요"라고 말했다.
보형물 적용은 캐릭터의 복잡성에 따라 45분에서 7시간이 걸렸으며, 때로는 하루 촬영 시간이 한두 시간밖에 남지 않을 때도 있었다.

### 수의 탄생
제작 초기에, 배우들의 라이프 캐스트나 스캔이 없는 상태에서, 페르샹은 30 cm 크기의 등이 열리는 모형을 만들어 촬영한 후 파르자의 승인을 받기 위해 보냈다. 이 과정을 통해 그는 장면 작업을 시작할 수 있었다.
페르샹은 처음에 욕실의 보형물 디자인이 《하울링》이나 다리오 아르젠토의 영화처럼 분위기 있는 조명으로 시각적 효과가 강화될 것이라고 생각했다. 하지만 그가 설명한 것처럼 이는 사실이 아니었다. "처음에 저는 코랄리에게 물었어요. 욕실에서 많은 일이 일어나니까, 욕실에서 어둡고 그림자가 있는 멋진 뭔가를 해서 실리콘과 그런 것들을 조금 숨기면 어떨까요? 그랬더니 그는 그래, 그래, 그래, 그래라고 했죠. 그리고 [밝은] 흰색 타일이 나왔습니다."
탄생 장면을 위해 페르샹은 대역에 대한 보형물과 인형극을 결합했는데, 이는 제작하는 데 1개월에서 1.5개월이 걸린 얼굴이 없는 초현실적인 실리콘 인형 두 개에 의존했다. 눈이 갈라지는 클로즈업을 제외하고 전체 시퀀스는 실제 특수 효과로 촬영되었다. 등이 갈라지는 장면은 높여진 세트에서 인형들을 사용해 촬영되었는데, 아래에서 5~6명의 인형 조종사가 조작하는 동안 파르자는 세트 아래나 근처에서 연출했다. 등을 꿰매는 장면을 위해 페르샹은 인형과 배우들의 피부에 직접 적용한 보형물을 번갈아 사용했다. 특히 피부의 사실성에 세심한 주의를 기울였다. 모공과 셀룰라이트가 세밀하게 제작되었으며, 페르샹에 따르면 단일 페인트 색상으로는 자연스러운 피부톤을 재현할 수 없기 때문에 빨강, 노랑, 초록, 파랑, 황토색 등 다양한 색상의 층이 점묘법으로 적용되었다. 한 가지 과제는 피부가 "너무 고무 같거나 너무 탄력적으로" 보이는 것을 피하는 것이었기 때문에, 팀은 부드러운 재질의 보형물을 디자인했지만 바늘이 피부를 관통하는 것이 더 사실적으로 보이도록 상처 가장자리는 더 단단하게 만들었다. 척추 흉터와 다른 보형물들은 무어, 두 명의 스턴트 더블, 두 명의 대역에게 적용되었다.
누드 장면을 위해 마거릿 퀄리는 제시카 래빗을 연상시키는 이상화된 미의 이미지를 표현하기 위해 맞춤 제작된 가슴 보형물을 착용했다. 퀄리는 그 과정을 유머러스하게 설명했다. "안타깝게도 마법의 가슴 물약은 없었기 때문에, 우리는 그것들을 붙여야 했어요... [그것들은] 제게 평생 한 번뿐인 가슴을 선사했죠 - 단지 제 인생의 것은 아니었지만요."

### 핑거
먼저 페르샹은 손가락 보형물 작업을 시작했다. 그러나 첫 번째 시험 제작한 것은 "미키 마우스"를 연상시킬 정도로 매우 부자연스러웠다. 이것을 바로잡는 데 한 달이 걸렸고, 페르샹이 원하는 균형 잡힌 외관, 즉 자연스러운 손가락보다 더 부피가 커 보이지 않도록 하기 위해 다른 보형물의 개발이 일시적으로 중단되었다. 이를 위해서는 매우 얇은 보형물을 만들어야 했고, 결과적으로 모든 보형물을 두 번이나 다시 디자인해야 했다.
파르자는 무어가 거울 앞에서 화장을 지우는 대사 없는 장면이 "가장 도전적이었다"고 말했다. 파르자는 연기, 리듬, 조명이 완벽해야 하는 "영화의 감정적 핵심"을 만들고 있다는 것을 알았기에 촬영 당일 스트레스를 받았다. 파르자는 무어와 제작진이 이 장면을 잘 해낼 수 있다면 매우 강력한 장면이 될 것이라고 생각했다. 11번째 테이크 후, 귀용이 개입하여 그날의 촬영을 중단시켰다. "내가 리무버 패드를 가져와서 모든 것을 지웠어요. '다 지웠으니 이제 끝내요. 이미 11번이나 찍었는데, 더 찍으면 내일 얼굴이 빨개질 거예요'라고 말했죠. 보통은 이러면 안 되는데, 피부에 너무 자극적이어서 도가 지나쳤거든요."

### 레퀴엠
페르샹은 "레퀴엠" 단계에서 5~6시간 동안의 보형물 부착 과정을 "6시간 동안 치과에 가 있는 것"에 비유하며 여기서 보여준 무어의 프로페셔널함을 칭찬했다. 특히 무어가 이전 촬영에서 몇 시간 동안 보형물이 손상된 것을 알아차린 후 제작진의 노고에 대한 예의가 아니라고 생각해 다음 날로 장면 촬영을 연기하기로 결정했을 때 그들은 깊은 감명을 받았다.
무어는 한쪽 눈이 부분적으로 시력을 잃은 상태여서 메이크업팀에게 눈 주변에서 너무 가까이 작업하지 말아달라고 요청했다. 페르샹은 메이크업 효과가 디지털로 더 수정될 것이라고 생각했지만, 나중에 그렇지 않았다는 것을 알게 되었다. 레퀴엠 시퀀스의 대부분은 피부에 직접 부착한 보형물에 의존했고, 샤워 장면에서 엘리자베스의 다리와 같은 몇몇 장면은 가짜 신체 부위를 사용했다. 엘리자베스의 무릎뼈가 끼는 장면을 위해 무어의 실제 다리를 가리고 실리콘으로 만든 기계식 보형물 다리를 드러내도록 특수 제작된 의자가 사용되었다. 반투명한 피부를 표현하기 위해 제작팀은 혈관과 뼈가 비치는 얇은 보형물 장치를 사용했다.

### 골룸
무어의 "골룸" 변신은 더욱 광범위했는데, 실리콘 보형물 층을 그의 몸에 직접 부착했다. 피부 아래 혈관을 표현하기 위해 빨간색과 파란색 양모를 실리콘에 심었다. 페르샹은 더 자연스러워 보이고 액션 장면 촬영 중에도 쉽게 주름이 잡히지 않기 때문에 실리콘을 사용했다. 엘리자베스가 복도를 달리는 장면에서는 골룸의 "거미 같은" 체형을 표현하기 위해 무어 대신 더 마른 대역으로 교체되었다.
거울을 깨는 장면을 위해 실제처럼 피를 흘릴 수 있는 정교한 가짜 머리가 제작되었다. 퀄리가 가짜 머리를 거울에 부딪쳤고 무어는 나중에 실제 머리로 그 동작을 흉내 냈으며, 시각 효과팀이 머리가 거울에 부딪치는 장면과 무어의 반응을 매끄럽게 합성했다.

### 몬스트로 엘리자수
머리는 마치 여성 엘리펀트 맨 같았죠 [...] 이것이 바로 코랄리가 원했던 것입니다. 데이비드 린치의 《엘리펀트 맨》이 가진 그 감수성이요. 우리는 모든 가슴을 포함한 몬스트로를 디자인하고 모든 것의 균형을 맞추는 데 많은 시간을 보냈습니다. 충분히 뚱뚱한가? 가슴은 몇 개나 있어야 하나? 여기에 턱을 추가해야 할까? 이야기 초반부터 척추가 많이 나오니까 [척추를 추가]할 수도 있겠죠.
이전 변신들에 대해서는 의견이 갈렸지만, "몬스트로"에 대해서는 페르샹과 파르자의 의견이 일치했다. 시간적 제약이 있었기 때문에(몬스트로의 디자인은 촬영이 시작된 후에야 확정되었다), 페르샹은 영국의 이고르 스튜디오의 데이브와 루 엘시에게 몬스트로 제작을 하청했다. 최종 디자인은 다섯 개의 보형물 머리(탯줄이 달린 가슴을 출산하기 위해 갈라지는 공동이 있는 특수 머리 포함), 두 벌의 전신 슈트, 두 벌의 부분 슈트, 그리고 무어의 머리 틀을 사용해 제작되었다. 클리어 앵글 스튜디오에서 무어의 얼굴을 사진측량 스캔하여 디지털 효과로 구현한 무어의 비명 지르는 얼굴을 제외하고는 슈트는 모두 실제 제작되었다.
페르샹은 생동감 넘치고 곡선미 있는 인물상, 특히 여성 무용수를 묘사한 작품으로 유명한 프랑스 조각가 니키 드 생 팔에게서 영감을 받았다. 과장된 비율의 여성상을 특징으로 하는 예술가 페르난도 보테로의 조각 작품 또한 예술적 참고가 되었다. 또한 데이비드 크로넌버그의 《플라이》에서도 영향을 받았다.
사전 제작 단계에서 페르샹은 퀄리가 전신 슈트를 착용하는 계획에 대해 우려를 표명했는데, 퀄리의 눈만 보일 것이기 때문이었다. 파르자는 결국 퀄리의 연기의 중요성을 인정하여 몬스트로의 클로즈업 장면을 퀄리가 촬영하도록 했다. 페르샹은 나중에 이 결정이 최종 영화에서 몬스트로의 장면을 시각적으로 강렬하게 만드는 데 필수적이었다고 인정했다.
퀄리는 나중에 보형물 착용이 "고문"이었다고 표현하며 "멋진 보형물 아티스트 팀이 있어서 이걸 입히고 벗기고 하루를 버틸 수 있게 해줬어요. 제가 공황 상태 직전이었을 때도 몇 번 웃게 해주셨죠"라고 덧붙였다. "문제는 괴물 의상을 입은 채로 울어야 했다는 거예요. 어느 순간에는 그냥 눈물과 콧물이 보형물 안쪽에 층을 이루고 있고, 그들은 계속 그걸 다시 붙이려고 애쓰고 있었죠." 퀄리의 보형물 작업은 6시간이 걸렸고 8일에 걸쳐 촬영되었다. 과열을 방지하기 위해 레이싱 카 드라이버들이 사용하는 것과 비슷한 냉각 조끼도 슈트에 장착되었다.
파르자는 몬스트로의 시점에서 피가 분출되는 장면을 촬영하기 위해 직접 몬스트로 슈트를 입었다. 그는 피 분출 장치 안에 자신의 팔을 넣은 채로 머리 부분 없이 슈트를 입고 직접 카메라를 들었다. 페르샹도 가슴 인형을 조종하기 위해 슈트를 입었는데, 최소 10~15번의 테이크가 필요했고 오랫동안 팔을 머리 위로 들고 있어서 팔이 마비될 정도였다. 지속적인 피 분출로 라텍스가 빠르게 포화되어 분홍색으로 변했다. 슈트는 매일 다시 칠하고, 다시 꿰매고, 말려야 했다. 안전을 위해 제작진은 매일 밤 박테리아를 죽이고 습기를 제거하기 위해 슈트 안에 보드카를 뿌렸다.
영화 후반부에서는 슈트의 움직임이 제한적이어서 스턴트 연기자를 돌리에 태워 이동시켜야 했다. 피 분출 장치를 처음 테스트했을 때, 연기자가 미끄러져서 영화 후반부에 나오는 피로 젖은 긴 복도를 따라 뒤로 구르기도 했다.

### 블롭
무어의 얼굴이 등장하는 "블롭"으로 영화를 마무리하면서, 파르자는 그의 표정을 유지하고 싶어 했다. 페르샹과 그의 팀은 이 장면을 위해 인형 블롭을 제작하여 수작업으로 조종했고, 시각 효과를 통해 무어의 얼굴 위에 합성되었다. 블롭은 촬영 일정표에서 "그렘린"이라고도 불렸는데, 《그렘린》 마지막에 스트라이프가 녹는 장면을 참고한 것이다.

## 개봉
《서브스턴스》는 2024년 칸 영화제에서 황금종려상 경쟁 부문에 선정되어 2024년 5월 19일 세계 최초로 공개되었다. 영화는 기립박수를 받았다.
워킹 타이틀의 모회사이자 워킹 타이틀 필름스와의 계약을 통해 배급사로 참여했던 유니버설 픽처스는 프로젝트에서 손을 뗐지만 영화 크레딧에는 저작권자로 남았다. 여러 소식통이 《할리우드 리포터》에 전한 바에 따르면 스튜디오는 "이 영화를 개봉하는 것에 대해 우려했다"고 한다. 파르자에 따르면, 영화는 후반 작업 중 상당한 어려움을 겪었는데, 여기에는 유니버설의 익명의 남성 임원 두 명과 여성 대표 한 명이 참석한 논란이 많았던 시사회도 포함된다. 한 남성 임원은 영화에 강력히 반대하며 재편집을 요구했지만, 파르자가 계약상 최종 편집권을 가지고 있었기 때문에 불가능한 요구였다. 이로 인해 유니버설은 파르자와의 배급 계약을 파기했다. 여성 대표는 나중에 개인적으로 파르자에게 영화에 대한 지지를 표명했지만, 시사회 당시에는 자신의 의견을 표현할 수 없었다고 한다.
칸 영화제 데뷔에 앞서 무비는 1,250만 달러에 영화의 전 세계 배급권을 획득했으며, 북미, 영국, 아일랜드, 독일, 오스트리아, 라틴 아메리카, 베네룩스에서 극장 배급을 계획했고 터키와 인도의 배급권도 보유했다. 자회사인 더 매치 팩토리가 전 세계 판권을 담당했다. 《서브스턴스》는 2024년 9월 20일 미국, 영국, 라틴 아메리카, 독일, 캐나다, 네덜란드에서, 2024년 10월 11일에는 스페인에서 개봉했다. 메트로폴리탄 필멕스포트는 더 매치 팩토리로부터 프랑스 배급권을 획득하여 2024년 11월 6일에 영화를 개봉했다. 대한민국에서는 제29회 부산국제영화제를 통해 최초 상영되었으며, 찬란 수입, 소지섭 공동제공, NEW 배급으로 2024년 12월 11일 개봉하였다.
《서브스턴스》의 광고와 영화 배급 비용은 전 세계적으로 2,000만 달러 미만이었고 미국에서는 한 자릿수 금액이었다. 파르자가 감독한 마케팅은 닭 뼈와 반짝이는 핫 핑크 운동복 레오타드와 같은 아방가르드한 이미지를 사용했다. 무어와 관련된 유일한 흔적은 그의 꿰매진 등을 보여주는 원 시트였다. 이러한 비전통적인 접근에도 불구하고 영화는 소셜 미디어에서 퍼져나갔다. 데미 무어의 게시물은 1,500만 명의 팔로워에게 도달했고, 릴리시믹스의 추정에 따르면 플랫폼 전반에 걸쳐 총 4,500만 명에 이르는 온라인 도달률을 기록했다(틱톡에서 760만 조회수, 인스타그램에서 1,080만 조회수, 그리고 기타 팬들이 만든 콘텐츠의 수백만 조회수 포함).

### 홈 미디어
《서브스턴스》는 2024년 10월 31일 무비의 스트리밍 플랫폼과 선별된 시장의 VOD에서 공개되었다. 영화는 2025년 7월 1일 영국에서 DVD와 블루레이로, 2025년 1월 21일 미국에서 4K, DVD, 블루레이로 출시될 예정이다.
왁스워크 레코드는 오리지널 스코어를 "액티베이터 형광 그린" 컬러 바이널로 출시했다.

## 반응

### 박스 오피스
《서브스턴스》는 미국과 캐나다에서 1,640만 달러, 다른 지역에서 6,120만 달러를 벌어들여 전 세계적으로 총 7,760만 달러의 수익을 올렸다.
미국과 캐나다에서 《서브스턴스》는 《트랜스포머스 원》, 《네버 렛 고》와 함께 개봉했으며, 개봉 첫 주말 1,949개 상영관에서 약 300만 달러의 수익을 올릴 것으로 예상되었다. 영화는 첫날에 130만 달러를 벌어들였는데, 여기에는 수요일과 목요일 야간 시사회의 51만 2천 달러가 포함되었다. 결국 320만 달러로 데뷔하여 박스오피스 6위를 기록했다. 다음 주말에는 39%만 하락하여 180만 달러의 수익을 올렸다. 이 영화는 《프리실라》(2023년)의 1,000만 달러 흥행 수익을 넘어서며 무비의 최고 흥행작이 되었다. 또한 PVOD 출시 첫 주에 아이튠즈에서 3위, 판당고 앳 홈에서 6위를 기록했다.
대한민국에서는 개봉 9주 차인 2025년 2월 6일 40만 관객을 돌파하였다. 한국에서 청소년 관람 불가 등급의 해외 예술 영화가 40만 관객을 달성한 것은 《그랜드 부다페스트 호텔》(2014년) 에 이어 11년 만의 일이다.

### 비평가 반응

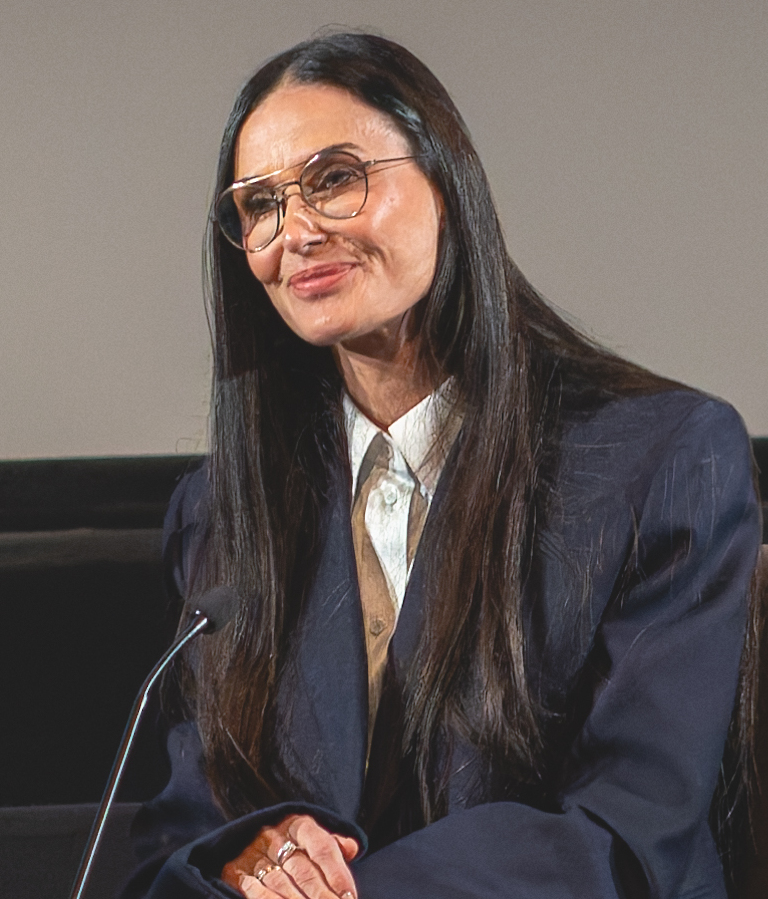
데미 무어의 연기는 비평가들로부터 배우의 최고 연기라는 극찬을 받으며 널리 호평을 받았다.

리뷰 집계 웹사이트 로튼 토마토에서는 342명의 비평가 리뷰 중 89%가 긍정적이며, 평균 평점은 10점 만점에 8.1점이다. 웹사이트의 평가는 다음과 같다. "대담하게 그로테스크하고, 악의적으로 영리하며, 아마도 데미 무어의 최고의 순간일 《서브스턴스》는 각본가이자 감독인 코랄리 파르자의 숨막히는 업적이다." 가중 평균을 사용하는 메타크리틱은 57명의 비평가를 기반으로 100점 만점에 78점을 부여했으며, 이는 "대체로 호의적인" 평가를 나타낸다. 알로시네에서는 프랑스 비평가 39명의 리뷰를 기반으로 5점 만점에 평균 3.6점을 받았다. 시네마스코어에서 관객들이 매긴 평균 등급은 A+에서 F까지의 척도에서 "B"였으며, 포스트트랙 설문 조사에서는 80%의 전반적인 긍정적 점수(5점 만점에 평균 4점 포함)를 받았고, 75%가 반드시 추천하겠다고 답했다.
《가디언》의 피터 브래드쇼는 4점 리뷰에서 이 영화를 "유쾌하게 허황되고 터무니없이 방종한 곤조 바디 호러 코미디"라고 평했다. 인디와이어의 데이비드 얼리히는 영화에 A등급을 주며 "웅장하고 대담한 바디 호러 걸작... 즉각적인 고전. 올해 극장에서 볼 수 있는 가장 병적으로 즐거운 경험"이라고 평했다. BBC의 니콜라스 바버는 영화에 5점 만점에 4점을 주면서 무어의 연기를 특별히 언급했다. "수십 년 만의 최고의 스크린 역할을 맡은 데미 무어는 자신의 공적 이미지를 패러디하는 데 있어 두려움이 없다." 《타임아웃》의 필 드 셈리엔의 5점 리뷰는 "상처입은 자아, 깨달아가는 공포와 취약성으로 가득한 허영심 없는 연기로 《포제션》의 이자벨 아자니를 연상케 하는 무어가 이 모든 것을 하나로 묶어낸다"고 말한다.
《버라이어티》의 오웬 글레이버만은 영화의 감독을 칭찬했다. "코랄리 파르자는 《지킬 박사와 하이드씨》와 《쇼걸》을 기묘하게 재미있고 정화적으로 그로테스크하게 융합시킨 작품에서 그라인드하우스 쿠브릭의 재능으로 작업했다." 《보그》의 라디카 세스는 이 영화를 "대담한 영화 제작... 지금까지 크루아제트에서 데뷔한 가장 흥미진진한 작품"이라고 부르며 "현재로서는 황금종려상 수상 예상작"이라고 평했다. 《데드라인》의 데이먼 와이즈는 영화를 "피와 내장, 그리고 달리 정의할 수 없는 내장으로 끝나는 광란의 몽환적인 호러 스릴러"라고 말했다. 《엘 파이스》의 하비에르 오카냐는 이 영화가 "그렇게 대단하지는 않다"고 썼는데, 부분적으로는 "섬세함이 파르자의 가장 큰 미덕이 아니기" 때문이며, "주로 첫 45분이 존 프랭컨하이머의 [더 뛰어난] 《세컨즈》의 은밀한 리메이크처럼 보이기" 때문이라고 했다.

### 주제
《가디언》의 웬디 이드는 《서브스턴스》가 나이 든 여성에 대한 페미니스트적 관점을 보여준 것을 칭찬하면서, 《캐리》나 《로즈메리의 아기》와 같은 다른 여성 주도 공포 영화들이 월경과 출산의 주제에 중점을 둔 것에 주목했다. 그는 《서브스턴스》가 대조적으로 "여성의 신체에 대한 여성의 관점을 제시할 뿐만 아니라, 가임기가 희미한 기억이 된 이후에야 비로소 일이 제대로 엉망이 되기 시작한다고 주장한다"고 썼다. 《뉴욕 타임스》의 비평가 알리사 윌킨슨은 "주로 포르노를 연상시키는" 방식으로 여성 캐릭터들을 묘사하는 풍자적으로 과장된 카메라 앵글과 샷에 주목했다. 그는 다음과 같이 썼다.
결국 《서브스턴스》가 가장 잘하는 것은 바로 이것, 여성의 미에 대한 터무니없는 기준과 유명인의 파괴적인 힘을 상기시키는 것뿐만 아니라, 거울을 우리에게 되돌려 비추는 것이다. 가장 날카로운 비판은 몸에 관한 것이 아니라, 우리가 그러한 몸을 바라보도록 스스로를 훈련시켜온 방식과 그것이 우리 자신에게 미치는 영향에 관한 것이다. 이 영화는 적절하게도 거울이며, 우리의 불편함은 우리 자신에 대한 숨겨진 편견과 두려움을 드러낸다. 나이 들어가는 것, 유명해지는 것, 보여지는 것, 사랑받는 것, 더 젊고 매력적인 사람에 의해 밀려나는 것—이 모든 것이 여기에 있다. 내면에 잠복해 있는 것을 상기시키는 데는 거울만한 것이 없다.
《벌처》의 앨리슨 윌모어는 이 영화의 가장 강력한 주제가 중독의 위험성에 관한 것이라고 말하며 《레퀴엠》에 비교했다. 여러 비평가들은 이 영화가 오스카 와일드의 1890년 소설 《도리언 그레이의 초상》과 유사점이 있다고 지적했다.

### 수상
| 상                                        | 시상식 날짜      | 부문                                      | 수상자                                                             | 결과   | Ref.                    |
| ----------------------------------------- | ---------------- | ----------------------------------------- | ------------------------------------------------------------------ | ------ | ----------------------- |
| 칸 영화제                                 | 2024년 5월 25일  | 황금종려상                                | 코랄리 파르자                                                      | 후보   | [ 199 ]                 |
| 칸 영화제                                 | 2024년 5월 25일  | 각본상                                    | 코랄리 파르자                                                      | 수상   | [ 200 ] [ 201 ]         |
| 미슈콜츠 국제영화제                       | 2024년 9월 14일  | 에메리히 프레스부르거상                   | 《서브스턴스》                                                     | 후보   | [ 202 ]                 |
| 토론토 국제영화제                         | 2024년 9월 15일  | 관객상, 미드나이트 매드니스               | 《서브스턴스》                                                     | 수상   | [ 203 ]                 |
| 햄프턴스 국제영화제                       | 2024년 10월 5일  | 연기 공로상                               | 데미 무어                                                          | 영예   | [ 204 ]                 |
| 서배너 영화제                             | 2024년 11월 2일  | 아이콘상                                  | 데미 무어                                                          | 영예   | [ 205 ]                 |
| 서배너 영화제                             | 2024년 11월 2일  | 루미너리상                                | 마거릿 퀄리                                                        | 영예   | [ 205 ]                 |
| 프랑스 시네마테크                         | 2024년 11월 5일  | 평생공로상                                | 데미 무어                                                          | 영예   | [ 206 ] [ 207 ]         |
| 할리우드 뮤직 인 미디어 어워즈            | 2024년 11월 20일 | 최우수 오리지널 음악상 - 공포/스릴러 영화 | 래퍼티                                                             | 후보   | [ 208 ] [ 209 ]         |
| 카메리마지                                | 2024년 11월 23일 | 신인감독 경쟁 부문                        | 벤저민 크라춘                                                      | 철회   | [ 211 ]                 |
| 고담 어워즈                               | 2024년 12월 2일  | 최우수 주연상                             | 데미 무어                                                          | 후보   | [ 212 ]                 |
| 유럽영화상                                | 2024년 12월 7일  | 유럽영화상                                | 《서브스턴스》                                                     | 후보   | [ 213 ] [ 214 ]         |
| 유럽영화상                                | 2024년 12월 7일  | 유럽 각본상                               | 코랄리 파르자                                                      | 후보   | [ 213 ] [ 214 ]         |
| 유럽영화상                                | 2024년 12월 7일  | 유럽 촬영상                               | 벤저민 크라춘                                                      | 영예   | [ 215 ] [ 216 ]         |
| 유럽영화상                                | 2024년 12월 7일  | 유럽 시각효과상                           | 브라이언 존스, 피에르 프로쿠딘고르스키, 셰르뱅 샤파기, 기욤 르구에 | 영예   | [ 215 ] [ 216 ]         |
| 샌프란시스코 국제영화제                   | 2024년 12월 9일  | 마리아 마네티 슈렘 연기상                 | 데미 무어                                                          | 영예   | [ 217 ]                 |
| AARP 성인영화상                           | 2025년 1월 11일  | 여우주연상                                | 데미 무어                                                          | 미정   | [ 218 ]                 |
| 아스트라 영화·창작예술상                  | 2024년 12월 8일  | 작품상                                    | 《서브스턴스》                                                     | 후보   | [ 219 ]                 |
| 아스트라 영화·창작예술상                  | 2024년 12월 8일  | 최우수 공포·스릴러 영화상                 | 《서브스턴스》                                                     | 수상   | [ 219 ]                 |
| 아스트라 영화·창작예술상                  | 2024년 12월 8일  | 감독상                                    | 코랄리 파르자                                                      | 후보   | [ 219 ]                 |
| 아스트라 영화·창작예술상                  | 2024년 12월 8일  | 각본상                                    | 코랄리 파르자                                                      | 후보   | [ 219 ]                 |
| 아스트라 영화·창작예술상                  | 2024년 12월 8일  | 여우주연상                                | 데미 무어                                                          | 후보   | [ 219 ]                 |
| 아스트라 영화·창작예술상                  | 2024년 12월 8일  | 공포·스릴러 연기상                        | 데미 무어                                                          | 후보   | [ 219 ]                 |
| 아스트라 영화·창작예술상                  | 2024년 12월 8일  | 공포·스릴러 연기상                        | 마거릿 퀄리                                                        | 후보   | [ 219 ]                 |
| 아스트라 영화·창작예술상                  | 2024년 12월 8일  | 여우조연상                                | 마거릿 퀄리                                                        | 후보   | [ 219 ]                 |
| 아스트라 영화·창작예술상                  | 2024년 12월 8일  | 캐스팅상                                  | 로르 코셰네, 레아 모슈코비츠                                       | 후보   | [ 219 ]                 |
| 아스트라 영화·창작예술상                  | 2024년 12월 8일  | 분장·헤어스타일링상                       | 피에르올리비에 페르샹                                              | 수상   | [ 219 ]                 |
| 인디펜던트 스피릿 어워즈                  | 2025년 2월 22일  | 장편영화상                                | 팀 베번, 코랄리 파르자, 에릭 펠너                                  | 미정   | [ 220 ]                 |
| 인디펜던트 스피릿 어워즈                  | 2025년 2월 22일  | 주연상                                    | 데미 무어                                                          | 미정   | [ 220 ]                 |
| 시애틀 영화비평가협회상                   | 2024년 12월 16일 | 작품상                                    | 《서브스턴스》                                                     | 수상   | [ 221 ] [ 222 ]         |
| 시애틀 영화비평가협회상                   | 2024년 12월 16일 | 감독상                                    | 코랄리 파르자                                                      | 후보   | [ 221 ] [ 222 ]         |
| 시애틀 영화비평가협회상                   | 2024년 12월 16일 | 여우주연상                                | 데미 무어                                                          | 후보   | [ 221 ] [ 222 ]         |
| 시애틀 영화비평가협회상                   | 2024년 12월 16일 | 여우조연상                                | 마거릿 퀄리                                                        | 수상   | [ 221 ] [ 222 ]         |
| 시애틀 영화비평가협회상                   | 2024년 12월 16일 | 각본상                                    | 코랄리 파르자                                                      | 후보   | [ 221 ] [ 222 ]         |
| 시애틀 영화비평가협회상                   | 2024년 12월 16일 | 편집상                                    | 코랄리 파르자, 제롬 엘타베, 발랑탱 페롱                            | 후보   | [ 221 ] [ 222 ]         |
| 시애틀 영화비평가협회상                   | 2024년 12월 16일 | 시각효과상                                | 브라이언 존스, 기욤 르구에                                         | 후보   | [ 221 ] [ 222 ]         |
| 샌디에이고 영화비평가협회상               | 2024년 12월 9일  | 감독상                                    | 코랄리 파르자                                                      | 후보   | [ 223 ]                 |
| 샌디에이고 영화비평가협회상               | 2024년 12월 9일  | 여우주연상                                | 데미 무어                                                          | 후보   | [ 223 ]                 |
| 샌디에이고 영화비평가협회상               | 2024년 12월 9일  | 각본상                                    | 코랄리 파르자                                                      | 후보   | [ 223 ]                 |
| 샌디에이고 영화비평가협회상               | 2024년 12월 9일  | 시각효과상                                | 《서브스턴스》                                                     | 수상   | [ 223 ]                 |
| 워싱턴 DC 지역 영화비평가협회상           | 2024년 12월 9일  | 여우주연상                                | 데미 무어                                                          | 후보   | [ 224 ]                 |
| 워싱턴 DC 지역 영화비평가협회상           | 2024년 12월 9일  | 각본상                                    | 코랄리 파르자                                                      | 후보   | [ 224 ]                 |
| 로스앤젤레스 영화비평가협회상             | 2024년 12월 8일  | 주연상                                    | 데미 무어                                                          | 준우승 | [ 225 ]                 |
| 시카고 영화비평가협회상                   | 2024년 12월 11일 | 작품상                                    | 《서브스턴스》                                                     | 후보   | [ 226 ] [ 227 ]         |
| 시카고 영화비평가협회상                   | 2024년 12월 11일 | 감독상                                    | 코랄리 파르자                                                      | 후보   | [ 226 ] [ 227 ]         |
| 시카고 영화비평가협회상                   | 2024년 12월 11일 | 여우주연상                                | 데미 무어                                                          | 후보   | [ 226 ] [ 227 ]         |
| 시카고 영화비평가협회상                   | 2024년 12월 11일 | 여우조연상                                | 마거릿 퀄리                                                        | 후보   | [ 226 ] [ 227 ]         |
| 시카고 영화비평가협회상                   | 2024년 12월 11일 | 각본상                                    | 코랄리 파르자                                                      | 후보   | [ 226 ] [ 227 ]         |
| 시카고 영화비평가협회상                   | 2024년 12월 11일 | 미술·프로덕션 디자인상                    | 스테판 베시몰                                                      | 후보   | [ 226 ] [ 227 ]         |
| 시카고 영화비평가협회상                   | 2024년 12월 11일 | 시각효과상                                | 《서브스턴스》                                                     | 수상   | [ 226 ] [ 227 ]         |
| 라스베이거스 영화비평가협회상             | 2024년 12월 13일 | 여우주연상                                | 데미 무어                                                          | 후보   | [ 228 ]                 |
| 라스베이거스 영화비평가협회상             | 2024년 12월 13일 | 여우조연상                                | 마거릿 퀄리                                                        | 후보   | [ 228 ]                 |
| 라스베이거스 영화비평가협회상             | 2024년 12월 13일 | 최우수 공포/SF상                          | 《서브스턴스》                                                     | 수상   | [ 228 ]                 |
| 보스턴 온라인 영화비평가협회상            | 2024년 12월 15일 | 작품상                                    | 《서브스턴스》                                                     | 2위    | [ 229 ]                 |
| 보스턴 온라인 영화비평가협회상            | 2024년 12월 15일 | 여우조연상                                | 마거릿 퀄리                                                        | 수상   | [ 229 ]                 |
| 샌프란시스코 베이 지역 영화비평가협회상   | 2024년 12월 15일 | 감독상                                    | 코랄리 파르자                                                      | 후보   | [ 230 ]                 |
| 샌프란시스코 베이 지역 영화비평가협회상   | 2024년 12월 15일 | 여우주연상                                | 데미 무어                                                          | 후보   | [ 230 ]                 |
| 샌프란시스코 베이 지역 영화비평가협회상   | 2024년 12월 15일 | 각본상                                    | 코랄리 파르자                                                      | 후보   | [ 230 ]                 |
| 세인트루이스 영화비평가협회상             | 2024년 12월 15일 | 여우주연상                                | 데미 무어                                                          | 후보   | [ 231 ]                 |
| 토론토 영화비평가협회상                   | 2024년 12월 15일 | 주연상                                    | 데미 무어                                                          | 준우승 | [ 232 ]                 |
| 뉴욕 온라인 영화비평가협회상              | 2024년 12월 16일 | 작품상                                    | 《서브스턴스》                                                     | 수상   | [ 233 ]                 |
| 뉴욕 온라인 영화비평가협회상              | 2024년 12월 16일 | 감독상                                    | 코랄리 파르자                                                      | 수상   | [ 233 ]                 |
| 뉴욕 온라인 영화비평가협회상              | 2024년 12월 16일 | 여우주연상                                | 데미 무어                                                          | 준우승 | [ 233 ]                 |
| 뉴욕 온라인 영화비평가협회상              | 2024년 12월 16일 | 각본상                                    | 코랄리 파르자                                                      | 준우승 | [ 233 ]                 |
| 피닉스 영화비평가협회상                   | 2024년 12월 16일 | 올해의 영화 톱10                          | 《서브스턴스》                                                     | 후보   | [ 234 ]                 |
| 흑인영화비평가협회상                      | 2024년 12월 19일 | 올해의 영화 톱10                          | 《서브스턴스》                                                     | 8위    | [ 235 ]                 |
| 더블린 영화비평가협회상                   | 2024년 12월 19일 | 작품상                                    | 《서브스턴스》                                                     | 3위    | [ 236 ]                 |
| 더블린 영화비평가협회상                   | 2024년 12월 19일 | 감독상                                    | 코랄리 파르자                                                      | 2위    | [ 236 ]                 |
| 더블린 영화비평가협회상                   | 2024년 12월 19일 | 각본상                                    | 코랄리 파르자                                                      | 4위    | [ 236 ]                 |
| 더블린 영화비평가협회상                   | 2024년 12월 19일 | 여우주연상                                | 데미 무어                                                          | 2위    | [ 236 ]                 |
| 플로리다 영화비평가협회상                 | 2024년 12월 20일 | 여우조연상                                | 마거릿 퀄리                                                        | 후보   | [ 237 ]                 |
| 플로리다 영화비평가협회상                 | 2024년 12월 20일 | 시각효과상                                | 《서브스턴스》                                                     | 후보   | [ 237 ]                 |
| 필라델피아 영화비평가협회상               | 2024년 12월 23일 | 여우주연상                                | 데미 무어                                                          | 준우승 | [ 238 ]                 |
| 필라델피아 영화비평가협회상               | 2024년 12월 23일 | 여우조연상                                | 마거릿 퀄리                                                        | 수상   | [ 238 ]                 |
| 필라델피아 영화비평가협회상               | 2024년 12월 23일 | 일레인 메이상                             | 《서브스턴스》                                                     | 수상   | [ 238 ]                 |
| 여성 온라인 영화비평가협회상              | 2024년 12월 23일 | 작품상                                    | 《서브스턴스》                                                     | 수상   | [ 239 ]                 |
| 여성 온라인 영화비평가협회상              | 2024년 12월 23일 | 감독상                                    | 코랄리 파르자                                                      | 수상   | [ 239 ]                 |
| 여성 온라인 영화비평가협회상              | 2024년 12월 23일 | 여우주연상                                | 데미 무어                                                          | 수상   | [ 239 ]                 |
| 여성 온라인 영화비평가협회상              | 2024년 12월 23일 | 여우조연상                                | 마거릿 퀄리                                                        | 수상   | [ 239 ]                 |
| 여성 온라인 영화비평가협회상              | 2024년 12월 23일 | 각본상                                    | 코랄리 파르자                                                      | 준우승 | [ 239 ]                 |
| 여성 온라인 영화비평가협회상              | 2024년 12월 23일 | 편집상                                    | 제롬 엘타베, 코랄리 파르자, 발랑탱 페롱                            | 준우승 | [ 239 ]                 |
| 여성 온라인 영화비평가협회상              | 2024년 12월 23일 | 시각효과상                                | 《서브스턴스》                                                     | 준우승 | [ 239 ]                 |
| 여성 온라인 영화비평가협회상              | 2024년 12월 23일 | 신인감독상                                | 코랄리 파르자                                                      | 수상   | [ 239 ]                 |
| 여성 온라인 영화비평가협회상              | 2024년 12월 23일 | "로지상"                                  | 《서브스턴스》                                                     | 수상   | [ 239 ]                 |
| 노스캐롤라이나 영화비평가협회상           | 2025년 1월 3일   | 내러티브 영화상                           | 《서브스턴스》                                                     | 후보   | [ 240 ]                 |
| 노스캐롤라이나 영화비평가협회상           | 2025년 1월 3일   | 감독상                                    | 코랄리 파르자                                                      | 후보   | [ 240 ]                 |
| 노스캐롤라이나 영화비평가협회상           | 2025년 1월 3일   | 여우주연상                                | 데미 무어                                                          | 후보   | [ 240 ]                 |
| 노스캐롤라이나 영화비평가협회상           | 2025년 1월 3일   | 여우조연상                                | 마거릿 퀄리                                                        | 수상   | [ 240 ]                 |
| 노스캐롤라이나 영화비평가협회상           | 2025년 1월 3일   | 각본상                                    | 코랄리 파르자                                                      | 후보   | [ 240 ]                 |
| 노스캐롤라이나 영화비평가협회상           | 2025년 1월 3일   | 헤어·메이크업상                           | 피에르올리비에 페르샹                                              | 수상   | [ 240 ]                 |
| 노스캐롤라이나 영화비평가협회상           | 2025년 1월 3일   | 특수효과상                                | 《서브스턴스》                                                     | 후보   | [ 240 ]                 |
| 노스캐롤라이나 영화비평가협회상           | 2025년 1월 3일   | 켄 행키 메모리얼 타힐상                   | 마거릿 퀄리                                                        | 수상   | [ 240 ]                 |
| 그레이터 웨스턴 뉴욕 영화비평가협회상     | 2025년 1월 4일   | 감독상                                    | 코랄리 파르자                                                      | 후보   | [ 241 ]                 |
| 그레이터 웨스턴 뉴욕 영화비평가협회상     | 2025년 1월 4일   | 여우주연상                                | 데미 무어                                                          | 후보   | [ 241 ]                 |
| 그레이터 웨스턴 뉴욕 영화비평가협회상     | 2025년 1월 4일   | 여우조연상                                | 마거릿 퀄리                                                        | 후보   | [ 241 ]                 |
| 캔자스시티 영화비평가협회상               | 2025년 1월 4일   | 작품상                                    | 《서브스턴스》                                                     | 수상   | [ 242 ]                 |
| 캔자스시티 영화비평가협회상               | 2025년 1월 4일   | 감독상                                    | 코랄리 파르자                                                      | 수상   | [ 242 ]                 |
| 캔자스시티 영화비평가협회상               | 2025년 1월 4일   | 여우주연상                                | 데미 무어                                                          | 수상   | [ 242 ]                 |
| 캔자스시티 영화비평가협회상               | 2025년 1월 4일   | 여우조연상                                | 마거릿 퀄리                                                        | 수상   | [ 242 ]                 |
| 캔자스시티 영화비평가협회상               | 2025년 1월 4일   | 각본상                                    | 코랄리 파르자                                                      | 수상   | [ 242 ]                 |
| 캔자스시티 영화비평가협회상               | 2025년 1월 4일   | 음악상                                    | 래퍼티                                                             | 후보   | [ 242 ]                 |
| 캔자스시티 영화비평가협회상               | 2025년 1월 4일   | 빈스 쾰러 SF/판타지/호러 영화상           | 《서브스턴스》                                                     | 수상   | [ 242 ]                 |
| 골든 글로브상                             | 2025년 1월 5일   | 뮤지컬·코미디 작품상                      | 《서브스턴스》                                                     | 후보   | [ 243 ] [ 244 ] [ 245 ] |
| 골든 글로브상                             | 2025년 1월 5일   | 감독상                                    | 코랄리 파르자                                                      | 후보   | [ 243 ] [ 244 ] [ 245 ] |
| 골든 글로브상                             | 2025년 1월 5일   | 영화 부문 뮤지컬·코미디 여우주연상        | 데미 무어                                                          | 수상   | [ 243 ] [ 244 ] [ 245 ] |
| 골든 글로브상                             | 2025년 1월 5일   | 영화 부문 여우조연상                      | 마거릿 퀄리                                                        | 후보   | [ 243 ] [ 244 ] [ 245 ] |
| 골든 글로브상                             | 2025년 1월 5일   | 각본상                                    | 코랄리 파르자                                                      | 후보   | [ 243 ] [ 244 ] [ 245 ] |
| 유타 영화비평가협회상                     | 2025년 1월 11일  | 작품상                                    | 《서브스턴스》                                                     | 미정   | [ 246 ]                 |
| 유타 영화비평가협회상                     | 2025년 1월 11일  | 여우주연상                                | 데미 무어                                                          | 미정   | [ 246 ]                 |
| 유타 영화비평가협회상                     | 2025년 1월 11일  | 바이스/마틴 SF·판타지·공포 연기상         | 데미 무어                                                          | 미정   | [ 246 ]                 |
| 유타 영화비평가협회상                     | 2025년 1월 11일  | 편집상                                    | 코랄리 파르자, 제롬 엘타베, 발랑탱 페롱                            | 미정   | [ 246 ]                 |
| 유타 영화비평가협회상                     | 2025년 1월 11일  | 시각효과상                                | 《서브스턴스》                                                     | 미정   | [ 246 ]                 |
| 크리틱스 초이스 영화상                    | 2025년 1월 12일  | 작품상                                    | 《서브스턴스》                                                     | 미정   | [ 247 ]                 |
| 크리틱스 초이스 영화상                    | 2025년 1월 12일  | 감독상                                    | 코랄리 파르자                                                      | 미정   | [ 247 ]                 |
| 크리틱스 초이스 영화상                    | 2025년 1월 12일  | 여우주연상                                | 데미 무어                                                          | 미정   | [ 247 ]                 |
| 크리틱스 초이스 영화상                    | 2025년 1월 12일  | 여우조연상                                | 마거릿 퀄리                                                        | 미정   | [ 247 ]                 |
| 크리틱스 초이스 영화상                    | 2025년 1월 12일  | 각본상                                    | 코랄리 파르자                                                      | 미정   | [ 247 ]                 |
| 크리틱스 초이스 영화상                    | 2025년 1월 12일  | 분장상                                    | 헤어분장팀                                                         | 미정   | [ 247 ]                 |
| 크리틱스 초이스 영화상                    | 2025년 1월 12일  | 시각효과상                                | 시각효과팀                                                         | 미정   | [ 247 ]                 |
| 미국영화편집자협회상                      | 2025년 1월 18일  | 편집상(코미디 극장 부문)                  | 코랄리 파르자, 제롬 엘타베, 발랑탱 페롱                            | 미정   | [ 248 ]                 |
| 런던 영화비평가협회상                     | 2025년 2월 2일   | 올해의 영화상                             | 《서브스턴스》                                                     | 미정   | [ 249 ] [ 250 ]         |
| 런던 영화비평가협회상                     | 2025년 2월 2일   | 올해의 감독상                             | 코랄리 파르자                                                      | 미정   | [ 249 ] [ 250 ]         |
| 런던 영화비평가협회상                     | 2025년 2월 2일   | 올해의 각본가상                           | 코랄리 파르자                                                      | 미정   | [ 249 ] [ 250 ]         |
| 런던 영화비평가협회상                     | 2025년 2월 2일   | 올해의 여우주연상                         | 데미 무어                                                          | 미정   | [ 249 ] [ 250 ]         |
| 런던 영화비평가협회상                     | 2025년 2월 2일   | 올해의 여우조연상                         | 마거릿 퀄리                                                        | 미정   | [ 249 ] [ 250 ]         |
| 런던 영화비평가협회상                     | 2025년 2월 2일   | 올해의 기술공로상                         | 스테파니 기용 & 피에르올리비에 페르샹 (분장)                       | 미정   | [ 249 ] [ 250 ]         |
| 의상디자이너조합상                        | 2025년 2월 6일   | 컨템포러리 영화 부문 우수상               | 에마뉘엘 유슈노프스키                                              | 미정   | [ 251 ]                 |
| 메이크업 아티스트·헤어 스타일리스트조합상 | 2025년 2월 15일  | 장편영화 컨템포러리 메이크업상            | 스테파니 기용                                                      | 미정   | [ 252 ]                 |
| 메이크업 아티스트·헤어 스타일리스트조합상 | 2025년 2월 15일  | 장편영화 컨템포러리 헤어스타일링상        | 프레데리크 아르겔로                                                | 미정   | [ 252 ]                 |
| 메이크업 아티스트·헤어 스타일리스트조합상 | 2025년 2월 15일  | 장편영화 컨템포러리 헤어스타일링상        | 피에르올리비에 페르샹                                              | 미정   | [ 252 ]                 |
| 여성영화저널리스트연맹상                  | 2025년 1월       | 작품상                                    | 《서브스턴스》                                                     | 미정   | [ 253 ]                 |
| 여성영화저널리스트연맹상                  | 2025년 1월       | 감독상                                    | 코랄리 파르자                                                      | 미정   | [ 253 ]                 |
| 여성영화저널리스트연맹상                  | 2025년 1월       | 각본상                                    | 코랄리 파르자                                                      | 미정   | [ 253 ]                 |
| 여성영화저널리스트연맹상                  | 2025년 1월       | 여우주연상                                | 데미 무어                                                          | 미정   | [ 253 ]                 |
| 여성영화저널리스트연맹상                  | 2025년 1월       | 여우조연상                                | 마거릿 퀄리                                                        | 미정   | [ 253 ]                 |
| 여성영화저널리스트연맹상                  | 2025년 1월       | 편집상                                    | 코랄리 파르자, 제롬 엘타베, 발랑탱 페롱                            | 미정   | [ 253 ]                 |
| 여성영화저널리스트연맹상                  | 2025년 1월       | 여성감독상                                | 코랄리 파르자                                                      | 미정   | [ 253 ]                 |
| 여성영화저널리스트연맹상                  | 2025년 1월       | 여성각본가상                              | 코랄리 파르자                                                      | 미정   | [ 253 ]                 |
| 새털라이트상                              | 2025년 1월 26일  | 영화 부문 뮤지컬·코미디 작품상            | 《서브스턴스》                                                     | 미정   | [ 254 ]                 |
| 새털라이트상                              | 2025년 1월 26일  | 영화 부문 뮤지컬·코미디 여우주연상        | 데미 무어                                                          | 미정   | [ 254 ]                 |
| 새털라이트상                              | 2025년 1월 26일  | 영화 부문 여우조연상                      | 마거릿 퀄리                                                        | 미정   | [ 254 ]                 |
| 새털라이트상                              | 2025년 1월 26일  | 각본상                                    | 코랄리 파르자                                                      | 미정   | [ 254 ]                 |
| 댈러스포트워스 영화비평가협회상           | 2024년 12월 18일 | 작품상                                    | 《서브스턴스》                                                     | 6위    | [ 255 ]                 |
| 댈러스포트워스 영화비평가협회상           | 2024년 12월 18일 | 감독상                                    | 코랄리 파르자                                                      | 4위    | [ 255 ]                 |
| 댈러스포트워스 영화비평가협회상           | 2024년 12월 18일 | 여우주연상                                | 데미 무어                                                          | 2위    | [ 255 ]                 |
| 댈러스포트워스 영화비평가협회상           | 2024년 12월 18일 | 여우조연상                                | 마거릿 퀄리                                                        | 2위    | [ 255 ]                 |
| 새턴상                                    | 2025년 2월 2일   | 독립영화상                                | 《서브스턴스》                                                     | 미정   | [ 256 ]                 |
| 새턴상                                    | 2025년 2월 2일   | 영화 부문 여우주연상                      | 데미 무어                                                          | 미정   | [ 256 ]                 |
| 새턴상                                    | 2025년 2월 2일   | 영화 부문 여우조연상                      | 마거릿 퀄리                                                        | 미정   | [ 256 ]                 |
| 새턴상                                    | 2025년 2월 2일   | 영화 분장상                               | 피에르올리비에 페르샹                                              | 미정   | [ 256 ]                 |

## 주해
1. ↑  프랑스 국립영화센터(CNC)는 촬영 기간이 108일이라고 밝혔으며,[13] 이는 제작 책임자 알렉산드라 로위가 별도의 인터뷰에서도 확인한 내용이다.[14] 《스크린 데일리》는 109일이라고 보도했다.[15] 《로스앤젤레스 타임스》에 따르면 주요 촬영에 87일이 소요되었고, 랩 촬영에는 30일이 걸렸다고 한다.[16]
2. ↑  파르자는 많은 인터뷰에서 폭력이라는 용어를 사용한다. 프랑스어에서 "폭력"은 신체적, 정신적 의미 모두에서 비유적으로 사용될 수 있으며, 내적 갈등, 도덕적 해악, 언어폭력, 괴롭힘, 정서적 고통을 포함한다.[26][27][28]
3. ↑  크라쿤은 서로 다른 인터뷰에서 대사가 20에서[35] 29페이지라고 언급했다.[34]
4. ↑  프랑스어 원문: "Quand j'ai écrit le film, j'ai été vraiment très spécifique [...] C'est presque comme des romans [...]"
5. ↑  영화 크레딧에 표기된 대로 제2 조감독.
6. ↑  파르자는 인터뷰에서 2 킬로그램으로 추정했으나,[83] 무어는 약 4파운드라고 말했다.[84]
7. ↑  미국 언론은 가짜 피 사용량을 30 갤런에서[94][95] 36,000 갤런 사이로 보도했으며,[96][97] 대부분의 기사는 30,000 갤런이라고 주장했다.[98][99][16][100] 파르자는 《엔터테인먼트 위클리》에서 36,000 갤런으로 추정했으나,[96] 이후 《프랑스앵포》 인터뷰(프랑스어)에서는 처음에 36,000 갤런이라고 말했다가 카메라 밖에서 21,000 리터(약 5,500 미국 갤런)로 정정되었다.[101] 《어워즈워치》에서 페르샹은 총량을 약 25,000 리터(6,600 미국 갤런)로 회상했지만 "4,000 갤런, 아마도 그 이상"이라고도 추정했다.[38] 《스크린 인터내셔널》의 기사는 5,000 갤런이라고 언급했다.[15]
8. ↑  영화 크레딧.
9. ↑  괴물은 2020년 초안과 촬영 대본에서는 MonstroElisaSue(띄어쓰기 없이)로,[40][33] 영화 크레딧에서는 MONSTROELISASUE로 표기되었다.
10. ↑  정확한 시간에 대해 출처마다 차이가 있다. 예를 들어, 무어는 분장을 지우는 시간까지 포함하여 6.5시간에서 9시간을 보냈다고 말했다.[137]
11. ↑  여러 출처 참고.[128][195][196][186][192][197][198]
12. ↑  영화제 집행위원장 마레크 지도비치의 여성 영화인에 대한 부정적 발언으로 인해 파르자가 경쟁 부문에서 작품을 철회함.[210]
13. ↑  《아노라》와 공동 수상
14. ↑  《아노라》의 미키 매디슨과 공동 수상

### 인용 작품
- Academia de Cine (2024년 12월 17일). 《Encuentro con Coralie Fargeat y J.A. Bayona》. 2024년 12월 19일에 확인함 – YouTube 경유.
- Angle on Producers (2024년 12월 31일). 《"The Substance" Executive Producer Alexandra Loewy Shares Secrets & Stories》. 2025년 1월 7일에 확인함 – Apple Podcasts 경유.
- Black Film and TV (2024년 10월 27일). 《Demi Moore and Margaret Qualley talk The Substance at 2024 SCAD Savannah Film》. 2024년 12월 18일에 확인함 – YouTube 경유.
- Alex Blackburn (2024년 12월 9일). 《Pierre Olivier Persin - 'The Substance - Special Makeup Effects Designer | Creative Connection  #14》. 2024년 12월 20일에 확인함 – YouTube 경유.
- Camera & Light Magazine (2024년 12월 17일). 《Entrevista al DOP Benjamin Kracun BSC, sobre 'La sustancia'》. 2024년 12월 19일에 확인함 – YouTube 경유.
- The Cinematography Podcast (2024년 10월 23일). 《Capturing the essence of The Substance: Benjamin Kracun, BSC》. 2024년 12월 18일에 확인함 – YouTube 경유.
- Collider Interviews (2024년 9월 15일). 《The Substance Interview: Demi Moore, Margaret Qualley & Coralie Fargeat》. 2024년 12월 18일에 확인함 – YouTube 경유.
- Directors UK Podcast (2024년 11월 26일). 《In Conversation: Coralie Fargeat and Ti West on The Substance》 (미국 영어). Apple Podcasts. 2024년 12월 17일에 확인함.
- French Society of Cinematographers (2024년 5월 20일). 《Benjamin Kracun discusses his work on "The Substance"》. 2024년 11월 5일에 확인함 – vimeo.com 경유.
- Late Night with Seth Meyers (2024년 9월 12일). 《Demi Moore Thinks the Scariest Scene of The Substance Involves Dennis Quaid and Shrimp》. 2024년 11월 17일에 확인함 – YouTube 경유.
- Le Club Cinéma (2024년 11월 10일). 《Les effets spéciaux dans le film The Substance : interview avec Pierre-Olivier Persin !》. 2024년 11월 30일에 확인함 – YouTube 경유.
- TheMovieReport.com (2024년 12월 16일). 《Demi Moore THE SUBSTANCE movie Q&A - December 15, 2024 4K》. 2024년 12월 20일에 확인함 – YouTube 경유.
- MUBI Podcast (2024년 9월 28일). 《THE SUBSTANCE – Coralie Fargeat rips beauty standards to gory shreds》. 2024년 12월 18일에 확인함 – YouTube 경유.
- Next Best Picture (2024a). 《Interview With "The Substance" Director/Writer Coralie Fargeat》. 2024년 12월 18일에 확인함 – YouTube 경유.
- Next Best Picture (2024b). 《"The Substance" Q&A In NYC With Demi Moore》. 2024년 12월 20일에 확인함 – YouTube 경유.
- Rue Morgue TV (2024년 9월 18일). 《CORALIE FARGEAT Talks About the Extreme Harm of Self in THE SUBSTANCE》. 2024년 12월 18일에 확인함 – YouTube 경유.
- Santa Barbara International Film Festival (2024년 11월 23일). 《SBIFF Q&A The Substance with Coralie Fargeat》. 2024년 12월 18일에 확인함 – YouTube 경유.
- Toronto International Film Festival (2024년 9월 7일). 《THE SUBSTANCE Q&A with Demi Moore, Margaret Qualley & Coralie Fargeat》. 2024년 11월 5일에 확인함 – YouTube 경유.
- Variety Studio (2024년 9월 8일). 《Demi Moore on Tackling Beauty Standards in 'The Substance'》. 2024년 12월 18일에 확인함 – YouTube 경유.